# Kirchenbezirk Schorndorf
Der Evangelische Kirchenbezirk Schorndorf ist einer der Kirchenbezirke bzw. Kirchenkreise der Evangelischen Landeskirche in Württemberg. Sein Gebiet ist deckungsgleich mit dem Dekanat Schorndorf.

## Geografie
Der Kirchenbezirk Schorndorf liegt in der Mitte der württembergischen Landeskirche. Sein Gebiet umfasst den Osten des Rems-Murr-Kreises, also das Gebiet der politischen Städte und Gemeinden Alfdorf, Kaisersbach, Plüderhausen, Remshalden, Rudersberg (ohne Ortsteil Necklinsberg), Schorndorf, Urbach, Weinstadt (nur die Stadtteile Beutelsbach und Schnait), Welzheim und Winterbach sowie den zur Gemeinde Gschwend (Ostalbkreis) gehörigen Wohnplatz Hundsberg.

### Nachbarkirchenbezirke
Der Kirchenbezirk Schorndorf grenzt an folgende Kirchenbezirke (beginnend im Osten) Schwäbisch Gmünd, Geislingen-Göppingen (beide Prälatur Ulm) Kirchheim unter Teck und Esslingen (beide Prälatur Stuttgart) sowie Waiblingen und Backnang (beide Prälatur Heilbronn).

## Geschichte

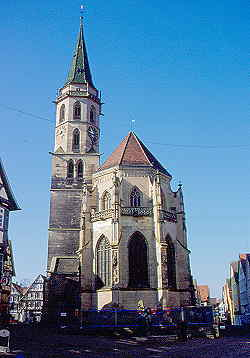
Evangelische Stadtkirche Schorndorf

Das Gebiet des heutigen Dekanats bzw. Kirchenbezirks Schorndorf gehört zum alten Kernland Württembergs, das ab 1534 die Reformation einführte, so dass das Gebiet fast ganz evangelisch geprägt ist. Alfdorf wurde erst ab 1619 endgültig evangelisch. Schorndorf wurde bald nach Einführung der Reformation Sitz eines Dekanats, damals Superintendenz. Zum Dekan wurde der Stadtpfarrer von Schorndorf ernannt. Zunächst gehörte es zum Generalat Lorch, dann zum Generalat Adelberg, ab 1810 zum Generalat Urach und ab 1823 zum Generalat Hall. Nach dessen Auflösung 1913 kam es zum Generalat Heilbronn, aus dem die heutige Prälatur Heilbronn hervorging und zu der es bis heute gehört. Lediglich zwischen 1992 und 2003 war es der Prälatur Ludwigsburg zugeordnet.
Mit Wirkung vom 1. Januar 1978 wurde der Kirchenbezirk Welzheim aufgelöst. Dadurch wurde der Kirchenbezirk Schorndorf um die Kirchengemeinden Alfdorf (mit der 1977 aufgelösten Filialgemeinde Pfahlbronn), Hellershof, Kaisersbach, Plüderhausen, Rienharz, Rudersberg, Schlechtbach und Welzheim vergrößert. Die anderen Kirchengemeinden des Kirchenbezirks Welzheim wurden den Kirchenbezirken Backnang (Kirchengemeinde Kirchenkirnberg) und Schwäbisch Gmünd (Kirchengemeinden Großdeinbach, Lorch, Waldhausen und Weitmars) zugeordnet.
Bis 1978 gehörte auch die Kirchengemeinde Lichtenwald und bis 1981 die Kirchengemeinden Baltmannsweiler und Hohengehren zum Kirchenbezirk Schorndorf. Mit Wirkung vom 1. Januar 1979 wurde die Kirchengemeinde Lichtenwald und mit Wirkung vom 1. Januar 1982 die Kirchengemeinden Baltmannsweiler und Hohengehren in den Kirchenbezirk Esslingen umgegliedert. Ebenso gehörte bis 1992 auch die Kirchengemeinde Adelberg zum Kirchenbezirk Schorndorf. Mit Wirkung vom 1. Januar 1993 wurde diese in den Kirchenbezirk Göppingen umgegliedert.
Die Kirchengemeinde Baiereck im Stadtteil Baiereck (mit dem Weiler Unterhütt) der Stadt Uhingen, Landkreis Göppingen, die Teil des Kirchenbezirks Schorndorf war, wurde zum 1. Januar 2016 mit der Kirchengemeinde Uhingen fusioniert und damit Teil des Kirchenbezirks Göppingen.
Zum 1. Januar 2020 wurde die Kirchengemeinde Hößlinswart und Steinach Teil der Kirchengemeinde Berglen im Kirchenbezirk Waiblingen.
2021 wechselte die Kirchengemeinde Buoch vom Kirchenbezirk Waiblingen zum Kirchenbezirk Schorndorf.

## Leitung
Die Leitung des Kirchenbezirks obliegt der Bezirkssynode, dem Kirchenbezirksausschuss (KBA) und dem Dekan.

### Dekane seit 1802
- 1802–1817: Daniel Friedrich Hauff
- 1817–1823: Sixt Jakob von Kapff
- 1824–1841: Christian David Heermann
- 1841–1866: Friedrich August Baur
- 1866–1871: Friedrich von Brackenhammer (1810–1889)
- 1872–1877: Theodor Pressel
- 1877–1893: Gustav Ulrich Finckh (1825–1897)
- 1893–1902: Karl Heinrich Adolf Hoffman (1844–1912)
- 1902–1918: Eduard Gmelin
- 1918–1922: Ludwig Friedrich Vöhringer (1872–1949)
- 1923–1932: Paul Gölz
- 1932–1936: Otto Rieder
- 1936–1948: Johannes Josenhans
- 1949–1956: Paul Lutz (1900–1980)
- 1956–1958: Johannes Esslinger (* 1907)
- 1959–1970: Rudolf Brezger (1904–1999)
- 1970–1974: Peter Spambalg (1926–1974)
- 1975–1989: Rolf Scheffbuch (1931–2012)
- 1989–2005: Waldemar Junt (* 1940)
- 2005–2016: Volker Teich (1951–2024)
- 2017–: Juliane Baur (* 1968)

## Kirchengemeinden
Im Kirchenbezirk Schorndorf gibt es insgesamt 24 Kirchengemeinden. Davon haben sich 5 Kirchengemeinden zu den Gesamtkirchengemeinden Schorndorf und Rudersberg-Schlechtbach zusammengeschlossen, bleiben aber weiterhin eigenständige Körperschaften des öffentlichen Rechts. Die jeweils in Klammern hinter dem Namen der Kirchengemeinde angegebenen Gemeindegliederzahlen beziehen sich auf das Jahr 2005 und sind gerundet.
Das Gebiet des Kirchenbezirks Schorndorf ist überwiegend evangelisch geprägt. Es gibt daher fast in jedem Dorf auch eine evangelische Kirchengemeinde und eine meist alte Kirche. In den meisten Orten (außer Schorndorf) zogen Katholiken überwiegend erst nach dem Zweiten Weltkrieg zu.

### Kirchengemeinde Beutelsbach

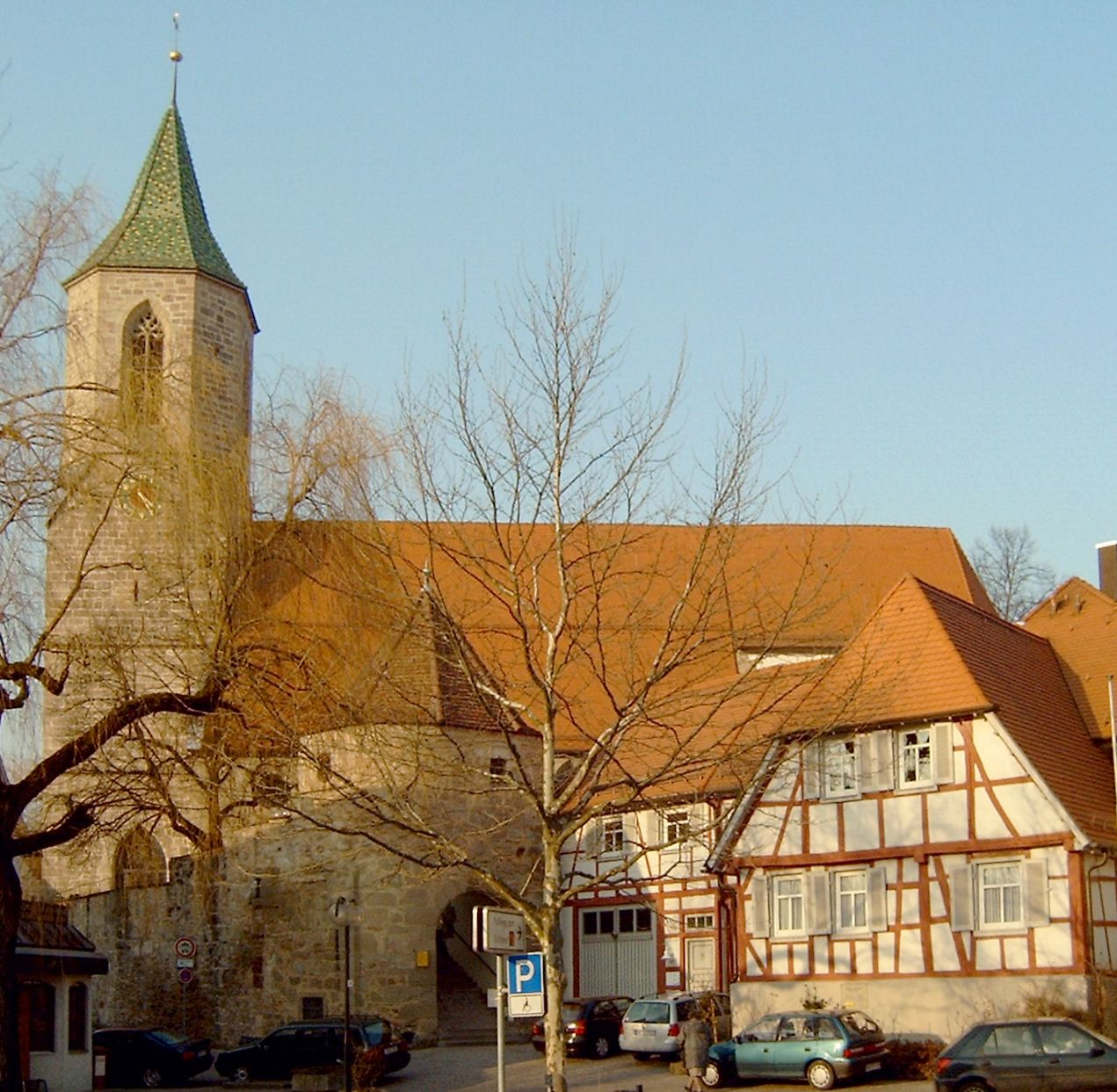
Stiftskirche Beutelsbach

Die Kirchengemeinde Beutelsbach (ca. 3.700) umfasst den Stadtteil Beutelsbach sowie den Saffrichhof der Stadt Weinstadt. Die Kirche in Beutelsbach, wohl zum Heiligen Kreuz genannt, wurde 1247 erstmals erwähnt. Wohl im 11. Jahrhundert war ein weltliches Chorherrenstift gegründet worden., das von Graf Ulrich I. von Württemberg erneuert und erweitert wurde. Die Stiftskirche wurde Grablege des Hauses Württemberg, bis das Stift 1320/21 zerstört und dann nach Stuttgart verlegt wurde. Die heutige Kirche wurde um 1500 erbaut, hat aber noch Reste der Vorgängerkirche.
Der zu Schnait gehörige Saffrichhof wurde durch Bekanntmachung des Oberkirchenrats vom 24. Juni 1970 von der Kirchengemeinde Schnait in die Kirchengemeinde Beutelsbach umgegliedert. Im Gegenzug gab die Kirchengemeinde Beutelsbach einige Bewohner in der Tobelstraße in Schnait an die Kirchengemeinde Schnait ab.

### Kirchengemeinde Buoch

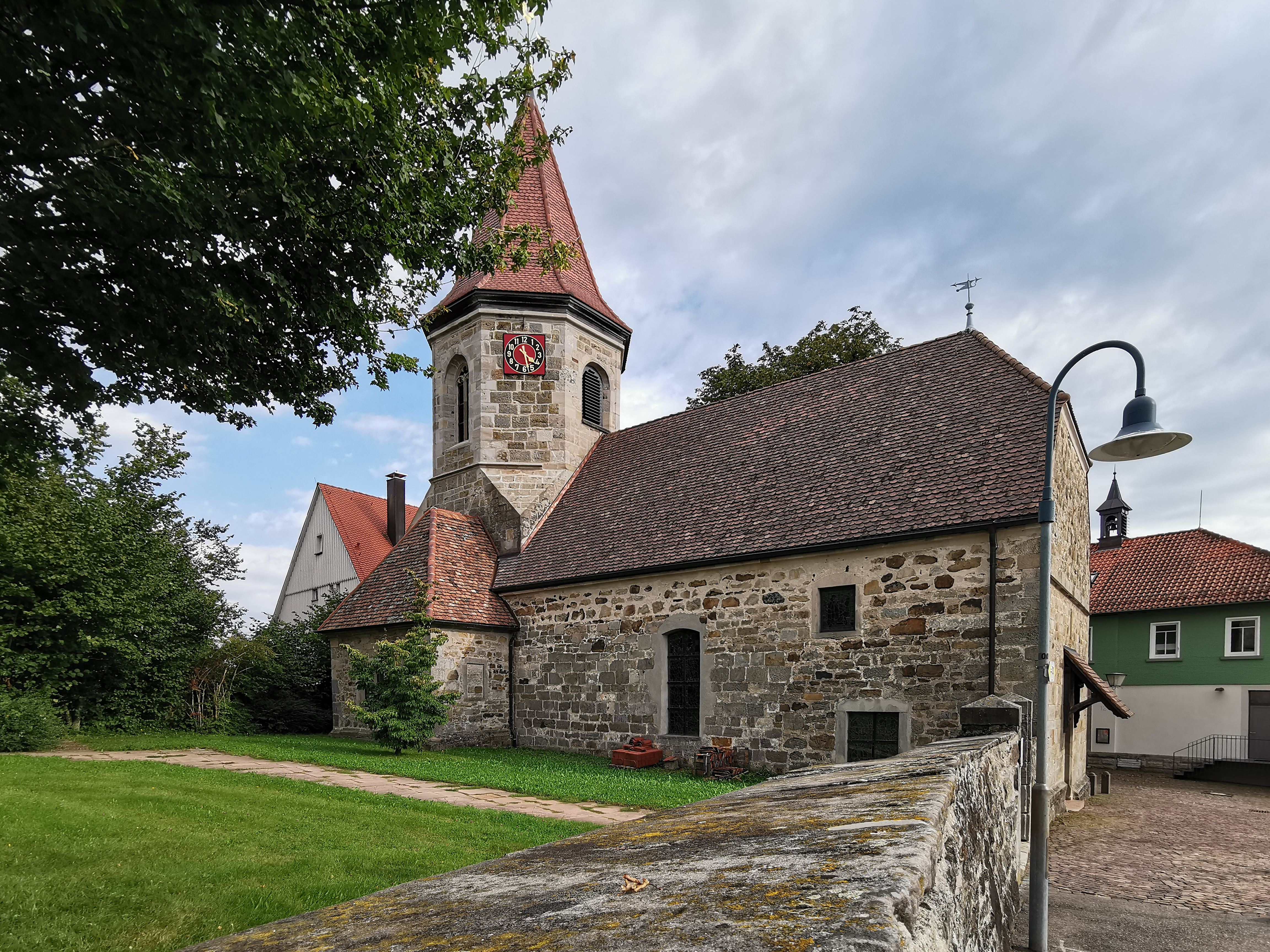
St. Sebastian-Kirche in Buoch

Die Kirchengemeinde Buoch umfasst den Ortsteil Buoch der Gemeinde Remshalden und den Ortsteil Reichenbach bei Winnenden der Gemeinde Berglen. Bis ins 15. Jahrhundert gehörten auch die heutigen Ortsteile der Gemeinde Berglen (Bretzenacker, Hößlinswart, Ödenhardt, Öschelbronn, Rettersburg und Vorderweißbuch) zum Sprengel der Pfarrei Buoch, wurden dann aber der neu errichteten Pfarrei Oppelsbohm zugeordnet. Lediglich Reichenbach bei Winnenden blieb bis heute bei Buoch. In Reichenbach gibt es aber keine Kirche.
Die Kirche in Buoch wurde 1270 von den Herren von Neuffen dem Kloster Lorch überlassen. Vermutlich gab es jedoch bereits im 7. und 8. Jahrhundert eine Kirche in Buoch, die Mutterkirche für die meisten Nachbarorte war. Das Kloster Lorch übergab die Kirche dem Domkapitel in Konstanz. Um 1440 wurde die Pfarrei Oppelsbohm abgetrennt und der Sprengel von Buoch erheblich verkleinert. Die heutige Kirche in Buoch stammt aus dem frühen 16. Jahrhundert. 1999 wurde sie innen renoviert. Sie besitzt Glasbilder von Hans Gottfried von Stockhausen.
Bis 2021 gehörte die Kirchengemeinde Buoch zum Kirchenbezirk Waiblingen.

### Kirchengemeinde Geradstetten

Konradskirche Geradstetten

Die Kirchengemeinde Geradstetten (ca. 2.400) umfasst den Ortsteil Geradstetten der Gemeinde Remshalden. Kirchlich gehörte Geradstetten zunächst zu Winterbach, ab 1359 zu Schorndorf, als in Geradstetten jedoch bereits eine Kapelle bestand. 1414 wurde in Geradstetten eine eigene Pfarrei errichtet. Die Konradskirche wurde im 14. Jahrhundert als Chorturmanlage erbaut und ab 1491 spätgotisch umgebaut. Sie hat einen netzrippengewölbten Chor und einen über 55 Meter hohen Turm mit achteckigem Aufbau und steilem Helm. Die Kirchengemeinde hat auch ein Gemeindehaus Kelter, in dem u. a. der Kirchenchor und der 1958 gegründete, innerhalb des CVJM organisierte Posaunenchor seine Proben abhält. Die Kirchengemeinde Geradstetten ist auch Träger eines Kindergartens. Seit den 1980er Jahren unterhält sie eine Partnerschaft mit der Evangelischen Kirchengemeinde Großkröbitz in Thüringen.

### Kirchengemeinde Grunbach

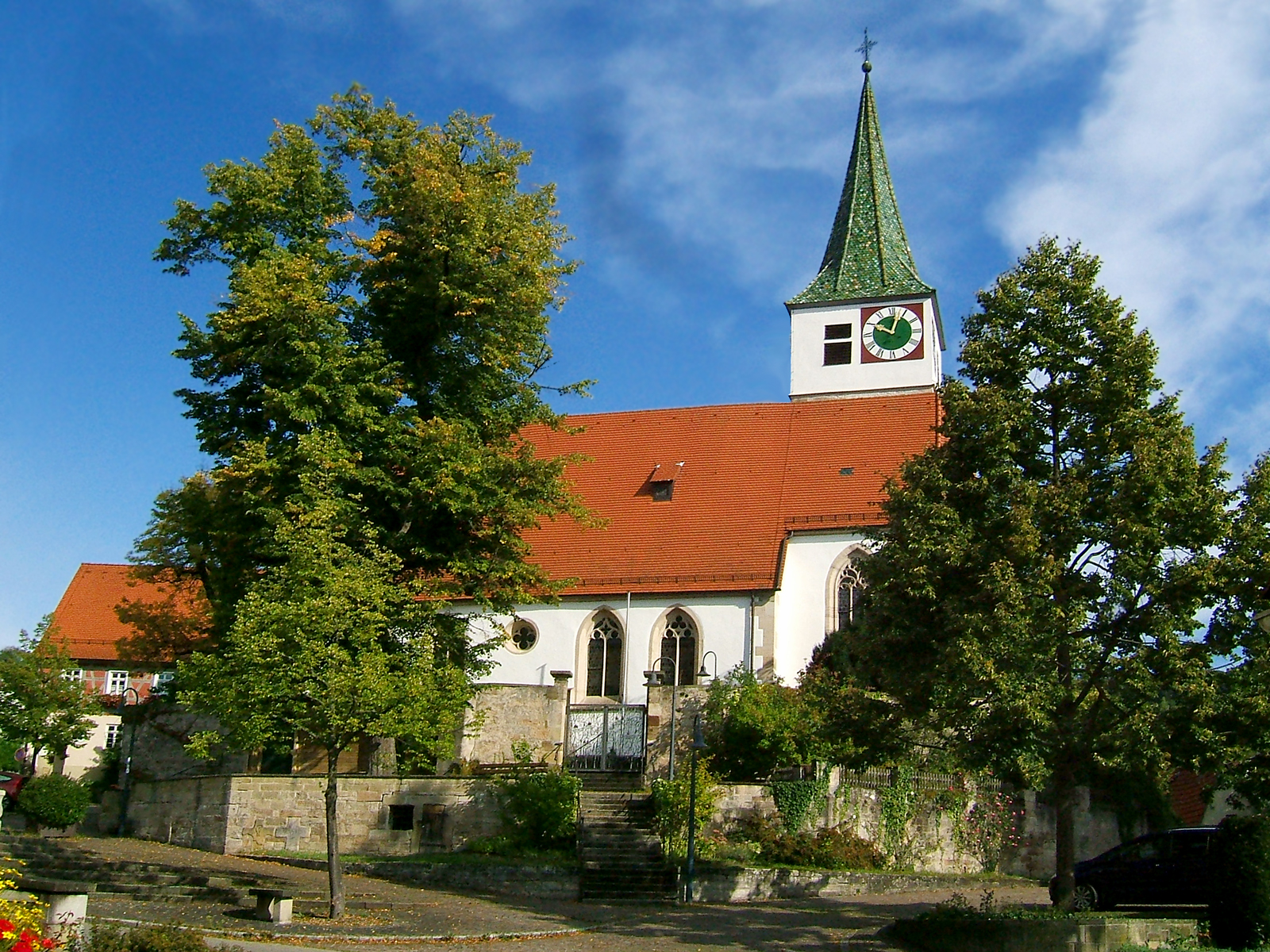
Dionysiuskirche Grunbach

Die Kirchengemeinde Grunbach (ca. 3.100) umfasst den Ortsteil Grunbach der Gemeinde Remshalden. Ein Pleban wurde in Grunbach bereits 1238 erwähnt. 1451 wird die Kirche mit St. Dionysius, 1537 St. Veranus genannt. Das Patronatsrecht hatte Württemberg inne. Die Kirche liegt hoch in einem mit Stützmauern versehenen Kirchhof. Die mehrfach erneuerte Chorseitenturmanlage besitzt eine Steinkanzel aus dem Jahr 1600 und ein spätgotisches Kruzifix. 1981 erbaute sich die Kirchengemeinde das Paul-Gerhardt-Haus mit mehreren Räumen für die verschiedenen Gruppen und Kreise, darunter ein Kirchenchor und ein Posaunenchor. Die Kirchengemeinde in Grunbach ist Trägerin zweier Kindergärten, einen in der Blumenstraße und einen in der Ernst-Heinkel-Straße.

### Kirchengemeinde Haubersbronn

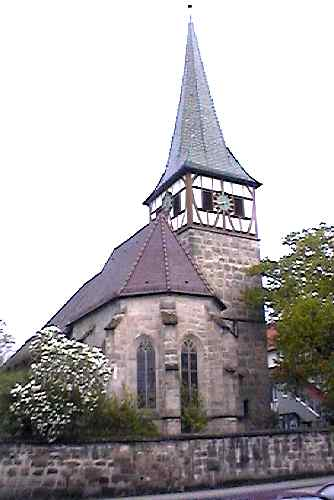
Wendelinskirche Haubersbronn

Die Kirchengemeinde Haubersbronn (ca. 1.700) umfasst den Stadtteil Haubersbronn der Stadt Schorndorf. Kirchlich war Haubersbronn früher geteilt, westlich der Wieslauf gehörte der Ort zur Pfarrei Buoch, östlich der Wieslauf zur Pfarrei Lorch, später Oberurbach. 1447 wurde erstmals eine Kapelle erwähnt, die ab 1470 den Heiligen Petrus, Nikolaus, Wendel und Katharina zugeschrieben wurde. Zwischen 1470 und 1480 wurde an der Stelle der Kapelle die heutige evangelische Wendelinskirche errichtet. Das Patronat hatte das Kloster Elchingen. 1565 wurde Haubersbronn eigene Pfarrei. 

### Kirchengemeinde Hebsack-Rohrbronn

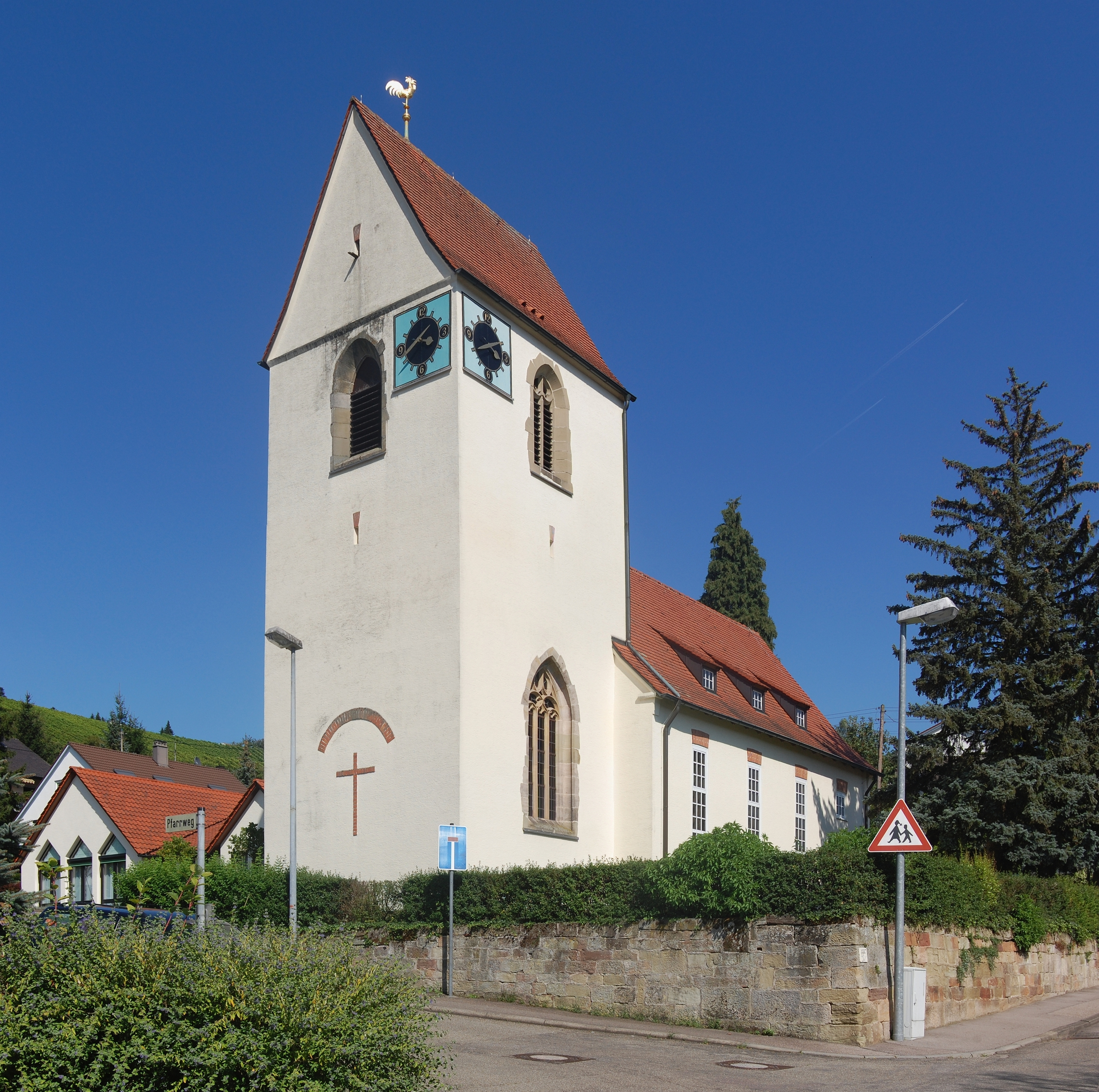
Kreuzkirche Hebsack

Die Kirchengemeinde Hebsack-Rohrbronn (ca. 1.100) umfasst die Ortsteile Hebsack und Rohrbronn der Gemeinde Remshalden. Beide Orte gehörten kirchlich zunächst zu Winterbach. 1537 wurde in Hebsack eine Kapelle St. Wendel erwähnt. Nach der Reformation wurde diese von der Pfarrei Geradstetten betreut. Die spätgotische Chorturmkirche in Hebsack wurde 1938 abgebrochen, weil sie dem Verkehr im Wege stand. Dafür wurde an anderer Stelle ab 1939 die neue Kreuzkirche erbaut. Dabei wurden Teile der alten Kirche wiederverwendet. Die Fertigstellung war 1947. Der Schnitz- und Flügelaltar stammt von 1520, die Kanzel um das Jahr 1500. 1948 wurde in Hebsack zusammen mit Rohrbronn, das zunächst keine Kirche hatte, ein selbständiges Vikariat eingerichtet, das dann zu einer ständigen Pfarrverweserei und schließlich zu einer eigenen Pfarrei erhoben wurde.
Die Kirchengemeinde für beide Orte hieß zunächst nur Kirchengemeinde Hebsack. In Rohrbronn wurde dann 1964 eine eigene Kirche, die Christuskirche, gebaut, so dass die Kirchengemeinde heute zwei Predigtstellen hat. Durch Bekanntmachung des Oberkirchenrats vom 22. Februar 1988 wurde die Kirchengemeinde dann in Kirchengemeinde Hebsack-Rohrbronn umbenannt.

### Kirchengemeinde Hellershof

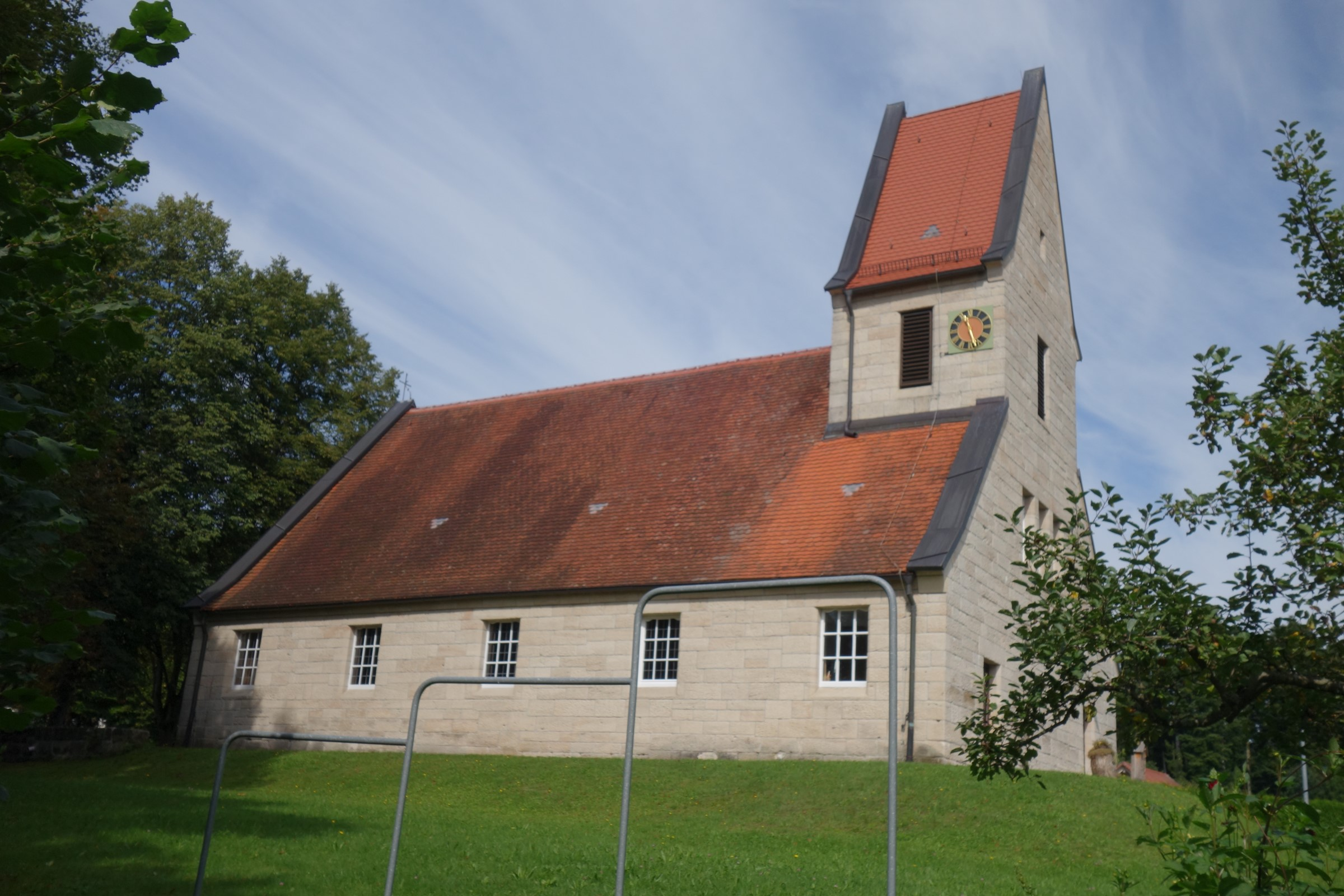
Evangelische Kirche Hellershof

Die Kirchengemeinde Hellershof (ca. 680) umfasst die Wohnplätze Hellershof, Bruckhof, Deschenhof, Greuthöfle, Heinlesmühle, Hüttenbühl, Neuwirtshaus, Steinhaus, Stixenhof, Vaihinghof und Wahlenheim des Ortsteils Vordersteinenberg der Gemeinde Alfdorf, die Wohnplätze Birkhof, Cronhütte, Killenhof (seit 1. Januar 1994, zuvor zur Kirchengemeinde Welzheim gehörig), Menzles, Menzlesmühle, Rotbachhöfle, Schadberg, Schillingshof, Silberhäusle, Strohhof und Voggenmühlhöfle der Gemeinde Kaisersbach und den zur Gemeinde Gschwend (Ostalbkreis) gehörigen Wohnplätze Hundsberg und Hundsberger Sägemühle. Dabei gehörte Hundsberg (früher zur Gemeinde Altenberg gehörig) bis 1925 noch zur Kirchengemeinde Kirchenkirnberg und Stixenhof (damals Gemeinde Vordersteinenberg) ebenfalls bis 1925 zur Kirchengemeinde Gschwend (Kirchenbezirk Gaildorf). Durch Bekanntmachung des Oberkirchenrats vom 30. Dezember 1925 wurden diese Weiler in die Kirchengemeinde Hellershof umgegliedert.
Das gesamte Gebiet der heutigen Kirchengemeinde Hellershof gehörte kirchlich ursprünglich zur Pfarrei Lorch, später zu Welzheim bzw. Alfdorf, bevor Hellershof eine eigene Kirchengemeinde wurde. 1925 wurde für Hellershof und die umliegenden Weiler eine eigene Pfarrverweserei errichtet und in Hellershof eine eigene Kirche erbaut. Später wurde die Pfarrverweserei zur Pfarrei erhoben. Die Kirchengemeinde Hellershof ist Träger eines Kindergartens in Hellershof.
Bis zur Auflösung des Kirchenbezirks Welzheim am 1. Januar 1978 gehörte die Kirchengemeinde Hellershof zu diesem Kirchenbezirk.
Eine Zeit lang  gehörte die Kirchengemeinde zur Gesamtkirchengemeinde Welzheim, bis sie am 30. September 2008 wieder aus dieser gelöst wurde.

### Kirchengemeinde Miedelsbach
Die Kirchengemeinde Miedelsbach (ca. 1.100) umfasst den Stadtteil Miedelsbach mit den zugehörigen Weilern Metzlinsweiler Hof und Metzlinsweiler Mühle der Stadt Schorndorf. Miedelsbach gehörte kirchlich zunächst zu den Pfarreien in Lorch und Oberurbach, nach der Reformation zu Haubersbronn und Steinenberg, ab 1807 ganz zu Steinenberg. 1967 wurde in Miedelsbach eine eigene Kirche, die Christuskirche, erbaut. Mit Wirkung vom 12. November 1989 wurde dann für die oben genannten Orte eine eigene Kirchengemeinde gegründet.

### Kirchengemeinde Oberberken

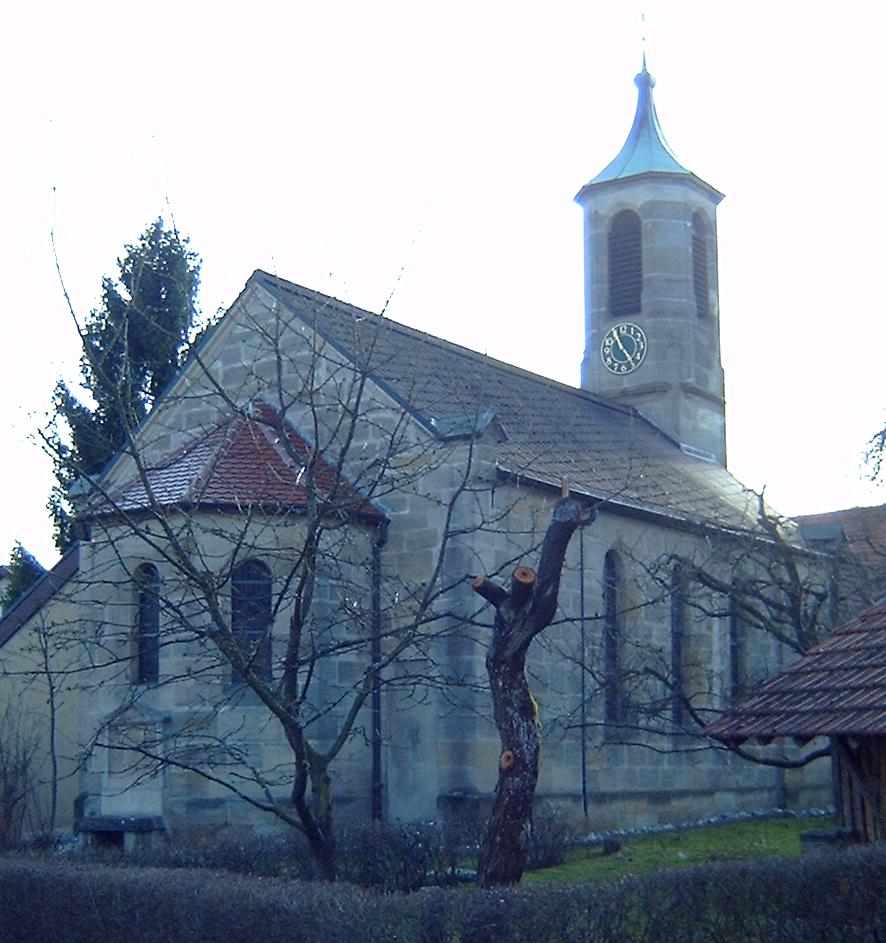
Johanneskirche in Oberberken

Die Kirchengemeinde Oberberken (ca. 900) umfasst den Stadtteil Oberberken der Stadt Schorndorf. Oberberken und Unterberken gehörten kirchlich zunächst zu Lorch, ab 1490 zur Pfarrei Hundsholz (Adelberg). 1859 wurde Oberberken eine eigene Filialkirchengemeinde von Adelberg. Mit Wirkung vom 1. Januar 1970 wurde dieser auch der Ort Unterberken zugeordnet. Bis dahin gehörte Unterberken noch zur Kirchengemeinde Adelberg. Die Johanneskirche in Oberberken wurde 1859 anstelle einer Kirche aus der Zeit vor 1490 neu erbaut und 1974 umgebaut.

### Kirchengemeinde Plüderhausen

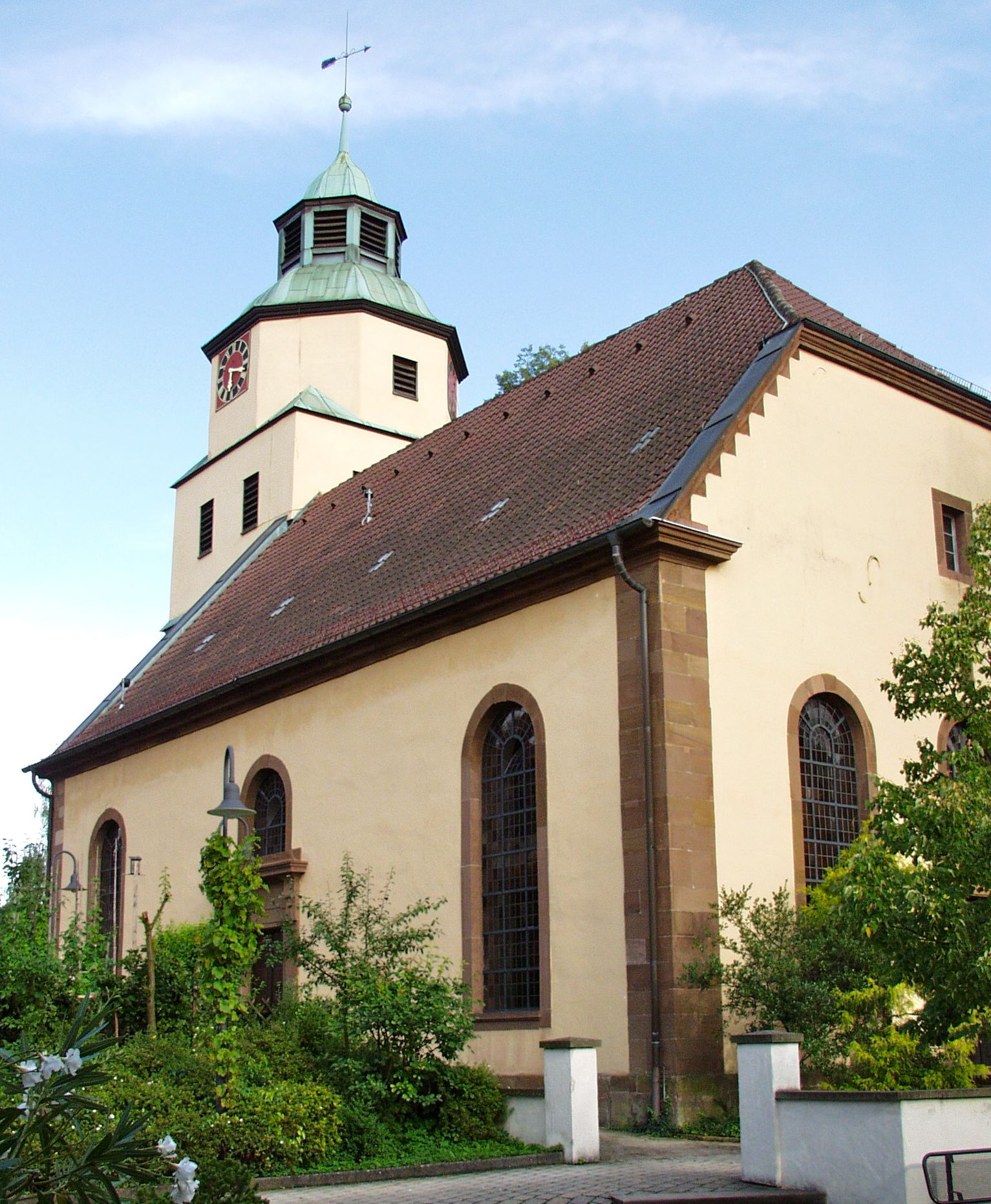
Margaretenkirche Plüderhausen

Die Kirchengemeinde Plüderhausen (ca. 3.950) umfasst die Gemeinde Plüderhausen ohne den Weiler Walkersbach, der eine eigenständige Kirchengemeinde bildet. 1278 wurde in Plüderhausen ein Pleban genannt. 1295 ist eine Kirche bezeugt, die zunächst Peter und Paul, ab 1537 St.-Margareta-Kirche hieß. Sie gehörte zunächst dem Kloster Elchingen, ab 1536 Württemberg, das die Reformation einführte. Vor der Reformation gehörten Teile von Plüderhausen zur Pfarrei Lorch. Die heutige Pfarrkirche in Plüderhausen wurde im 15. Jahrhundert erbaut, jedoch 1804 völlig umgebaut. Von der alten Kirche ist daher nur der Turmchor erhalten.
Bis 1907 gehörte auch der zur damaligen Gemeinde Waldhausen gehörige Weiler Vogelhof mit Elisabethenberg zur Kirchengemeinde Plüderhausen. Durch Bekanntmachung des Konsistoriums vom 10. Dezember 1907 wurde dieser in die Kirchengemeinde Waldhausen umgegliedert.
Bis zu seiner Auflösung am 1. Januar 1978 gehörte die Kirchengemeinde Plüderhausen zum Kirchenbezirk Welzheim.

### Gesamtkirchengemeinde Rudersberg-Schlechtbach
Die Gesamtkirchengemeinde Rudersberg-Schlechtbach (ca. 4.850) umfasst den Hauptort und den Großteil des Ortsteils Schlechtbach der Gemeinde Rudersberg. Sie wurde mit Wirkung vom 1. Januar 2000 aus den beiden Kirchengemeinden Rudersberg und Schlechtbach gebildet, die – wie die Gesamtkirchengemeinde selbst – weiterhin eigenständige Körperschaften des öffentlichen Rechts sind.

#### Kirchengemeinde Rudersberg

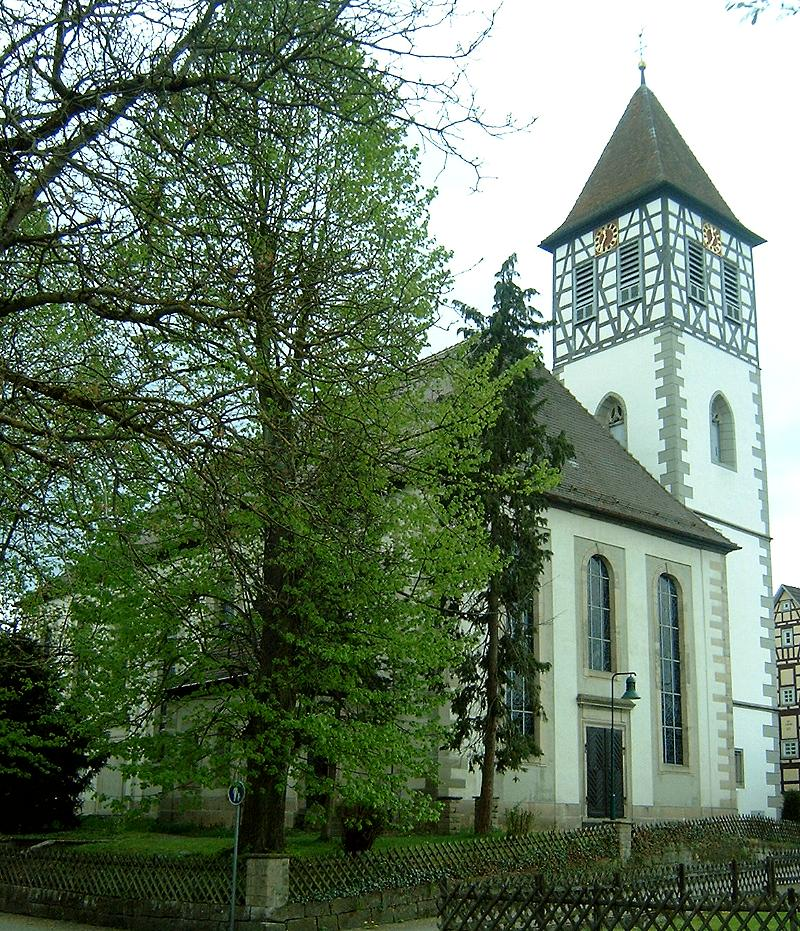
Johanneskirche in Rudersberg

Die Kirchengemeinde Rudersberg (ca. 3.300) umfasst den Hauptort mit den zugehörigen Weilern der Gemeinde Rudersberg. Eine Kapelle zum Heiligen Johannes in Rudersberg gehörte 1245 dem Stift Backnang. 1459 bzw. erst endgültig nach der Reformation gelangte das Patronatsrecht an Württemberg. Die heutige Kirche wurde 1782 neu erbaut. Der 35 m hohe Turm stammt noch aus dem späten 15. Jahrhundert. 1957 wurde die Kirche grundlegend erneuert. Zum 200-jährigen Jubiläum 1982 wurde die Kirche noch einmal erneuert. Im Jahre 1986 wurde das Fachwerk des Turmes freigelegt.
Bis 2002 gehörte auch der Gemeindebezirk Hägerhof der Gemeinde Kaisersbach zur Kirchengemeinde Rudersberg, wurde dann aber mit Verfügung des Oberkirchenrats vom 9. Juli 2002 der Kirchengemeinde Kaisersbach angegliedert.
Bis 1967 gehörten auch die Wohnplätze Lindental, Oberschlechtbach und Unterschlechtbach zur Kirchengemeinde Rudersberg, bevor diese Teil der neu gebildeten Kirchengemeinde Schlechtbach wurden. Oberschlechtbach war jedoch erst durch Bekanntmachung des Oberkirchenrats vom 22. Januar 1931 von der Kirchengemeinde Steinenberg in die Kirchengemeinde Rudersberg umgegliedert worden.
Bis zu seiner Auflösung am 1. Januar 1978 gehörte die Kirchengemeinde Rudersberg zum Kirchenbezirk Welzheim.

#### Kirchengemeinde Schlechtbach

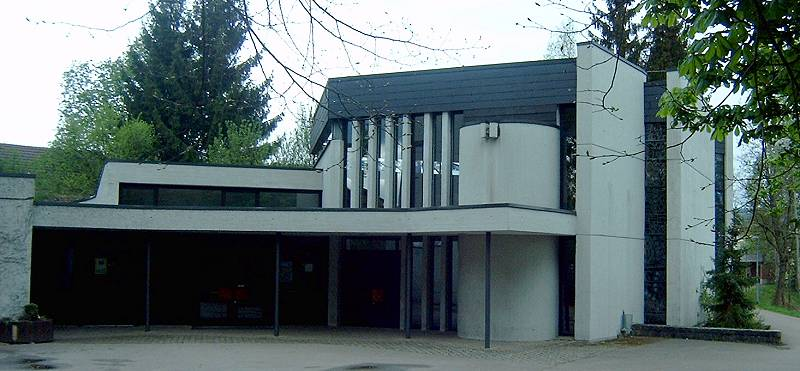
Auferstehungskirche in Schlechtbach

Die Kirchengemeinde Schlechtbach (ca. 1.150) umfasst den Ortsteil Schlechtbach (ohne Wohnplatz Michelau) der Gemeinde Rudersberg. Die Wohnplätze Lindental, Oberschlechtbach und Unterschlechtbach gehörten ursprünglich zur Kirchengemeinde Rudersberg (bis 1931 gehörte Oberschlechtbach jedoch noch zur Kirchengemeinde Steinenberg), die Wohnplätze Mittelschlechtbach und Kirschenwasenhof zur Kirchengemeinde Steinenberg. Nach einer Gemeindebefragung wurden diese Wohnplätze aus ihren jeweiligen Kirchengemeinden herausgelöst und durch Bekanntmachung des Oberkirchenrats vom 21. April 1967 eine eigenständige Filialgemeinde Schlechtbach der Muttergemeinde Rudersberg errichtet. Das Kultusministerium hatte die Filialkirchengemeinde Schlechtbach mit Schreiben vom 27. Dezember 1966 als Körperschaft des öffentlichen Rechts anerkannt. Seit 2000 bildet die Kirchengemeinde Schlechtbach zusammen mit der Muttergemeinde Rudersberg die Gesamtkirchengemeinde Rudersberg-Schlechtbach. Die Kirchengemeinde konnte 1971/72 die Auferstehungskirche als Gemeindezentrum mit Gemeinde- und Gottesdienstraum unter Planung des Architekten Kurt Maron erbauen.
Durch Schlechtbach verlief früher die Bistumsgrenze zwischen Augsburg und Konstanz. Während Unterschlechtbach und Lindental zum Bistum Konstanz und damit zur Pfarrei Buoch, dann Oppelsbohm und nach der Reformation zur Pfarrei Rudersberg gehörten, waren Mittel- und Oberschlechtbach dem Bistum Augsburg und damit der Pfarrei Lorch, später Steinenberg zugeordnet. Mittelschlechtbach wechselte 1926 und Oberschlechtbach durch Bekanntmachung vom 22. Januar 1931 ebenfalls zur Pfarrei bzw. Kirchengemeinde Rudersberg.
Bis zu seiner Auflösung am 1. Januar 1978 gehörte die Kirchengemeinde Schlechtbach zum Kirchenbezirk Welzheim.

### Kirchengemeinde Schlichten

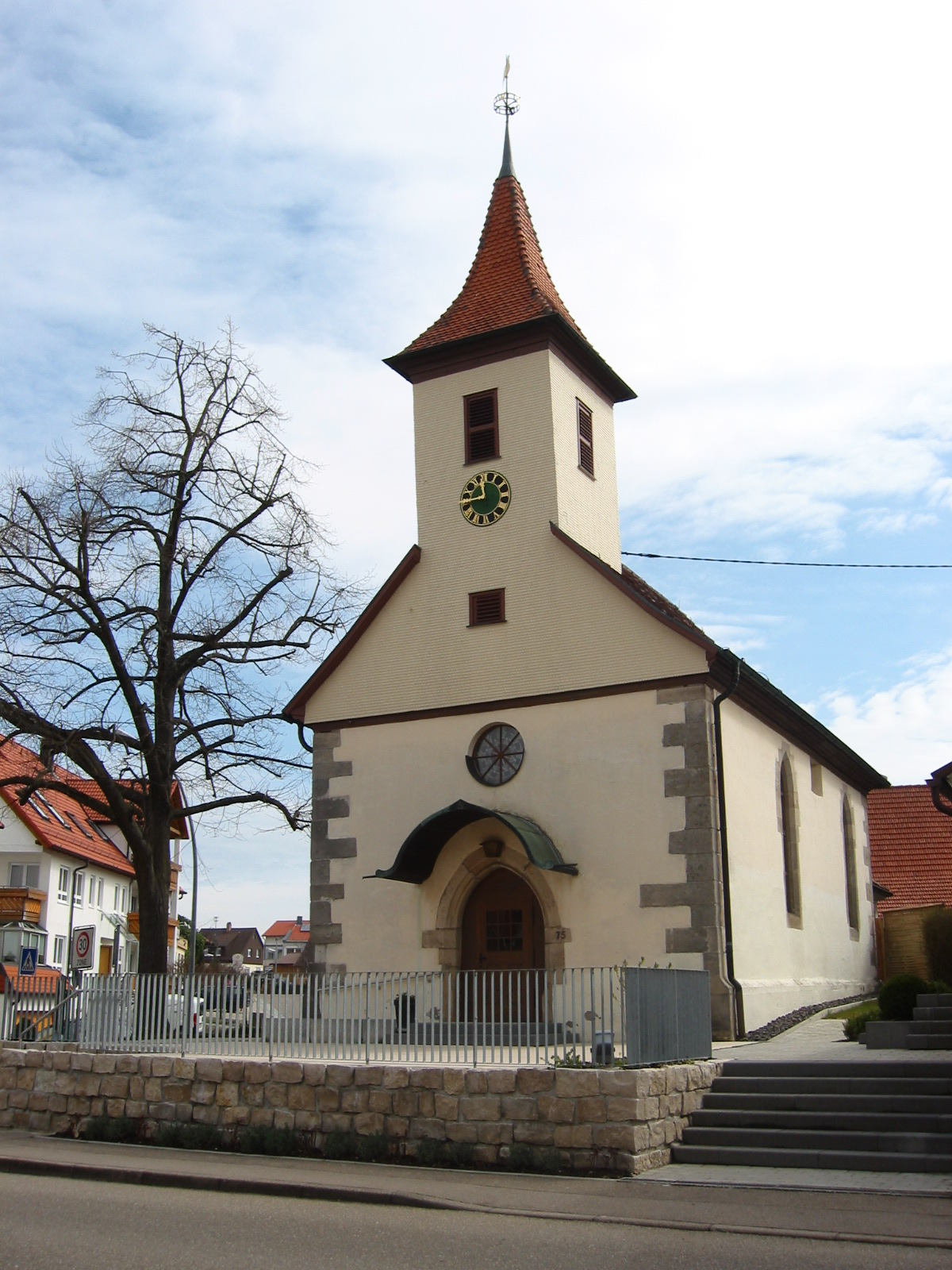
Kirche Schlichten

Die Kirchengemeinde Schlichten umfasst den Stadtteil Schlichten der Stadt Schorndorf. Kirchlich gehörte Schlichten zunächst zur Pfarrei Winterbach, dann Schorndorf, dessen Filiale Schlichten bis ins 19. Jahrhundert war. 1853 wurde Schlichten ständige Pfarrverweserei und 1859 wurde der Ort mit der Nachbarpfarrei Baiereck vereinigt. Eine Kapelle wurde in Schlichten bereits 1460 erwähnt. Sie wurde 1707 mit dem gesamten Dorf verbrannt. Die heutige Kirche wurde 1717 als Rechtecksaal ohne Turm neu erbaut.

### Kirchengemeinde Schnait

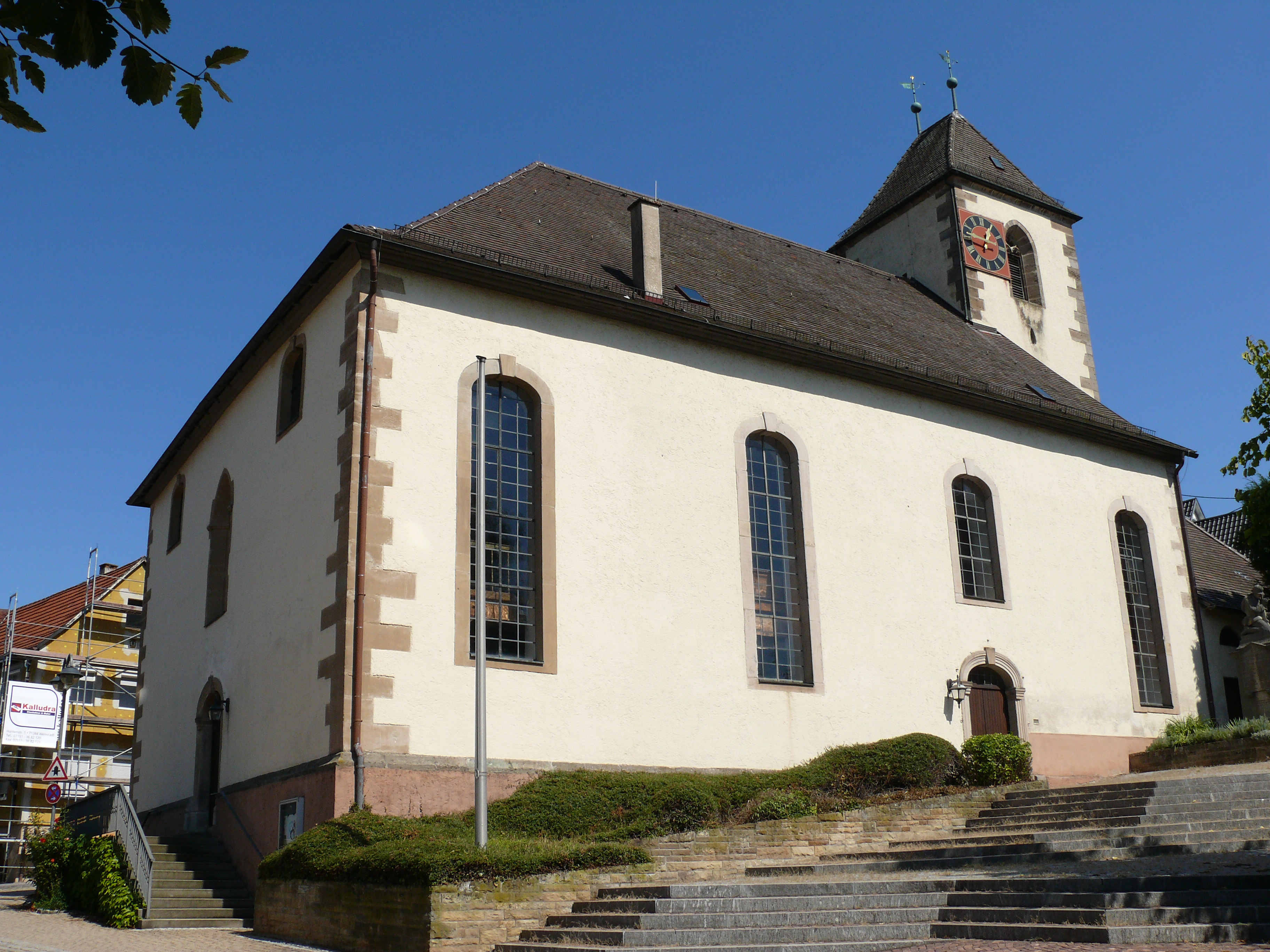
St. Wendelin-Kirche Schnait

Die Kirchengemeinde Schnait (ca. 1.900) umfasst den Stadtteil Schnait und seit 1845 auch den zugehörigen Weiler Baach der Stadt Weinstadt. Baach gehörte bis 1842 politisch und bis 1845 auch kirchlich zu Aichschieß (Kirchenbezirk Esslingen).
Seit der Erstnennung Schnaits im Jahre 1238 gehörte der Ort zum Kloster Adelberg, später dann den Grafen von Beutelsbach, so dass der Ort auch kirchlich von Beutelsbach aus betreut wurde. Der Kaplan von Beutelsbach hielt in Schnait Gottesdienste in einer dort vorhanden romanischen Kapelle zu Unsere Lieben Frau und St. Wendel. Um 1500 wurde eine neue spätgotische Kirche in Schnait erbaut, an welcher 1555 ein Diakonat, später eine Pfarrei eingerichtet wurde. Als erster Pfarrer ist Georg Stüber erwähnt. Sein Name ist auf der Pfarrertafel im Treppenhaus der Kirche genannt. Über seine genaue Amtszeit ist nichts bekannt. Die alte Pfarrkirche wurde 1748 durch die heutige Kirche St. Wendelin ersetzt. Vom Vorgängerbau sind noch Reste am Turm, im Läutehäusle und an zwei gotischen Maßwerkfenstern zu sehen. Auftraggeber der neuen Kirche war Herzog Carl Eugen von Württemberg, der seinen Baudirektor Johann Christoph David von Leger aus Veitsweiler die Kirche erbauen ließ. Die Baukosten betrugen 2900 Gulden. Im Innern der Kirche ist ein Hochaltar von 1497 aus der Ulmer Schule erhalten. Ferner 45 Emporenbilder aus dem Jahr 1761 von Josef Wagner aus Alfdorf. Der Abendmahlskelch mit Holzfutteral und der Hostiendose stammen von 1654. Im Turm der Kirche hängen 4 Glocken, davon wurden drei erst 1950 gegossen. Die alte Betglocke ist aus dem Jahr 1521.
Die Kirchengemeinde hat einen Kirchenchor mit ca. 20 Sängern und einen Posaunenchor mit ca. 25 Bläserinnen und Bläsern. Sie ist auch Träger eines Kindergartens, der 1976 gegründet wurde und heute den Namen Arche Noah trägt. Bereits 1892 gab es einen Lütze-Kindergarten, der aber später von der politischen Gemeinde übernommen wurde.
Der zu Schnait gehörige Saffrichhof wurde durch Bekanntmachung des Oberkirchenrats vom 24. Juni 1970 von der Kirchengemeinde Schnait in die Kirchengemeinde Beutelsbach umgegliedert. Im Gegenzug erhielt die Kirchengemeinde Schnait einige Bewohner in der Tobelstraße in Schnait, die bis dahin zur Kirchengemeinde Beutelsbach gehörten.

### Kirchengemeinde Schornbach, Buhlbronn und Mannshaupten

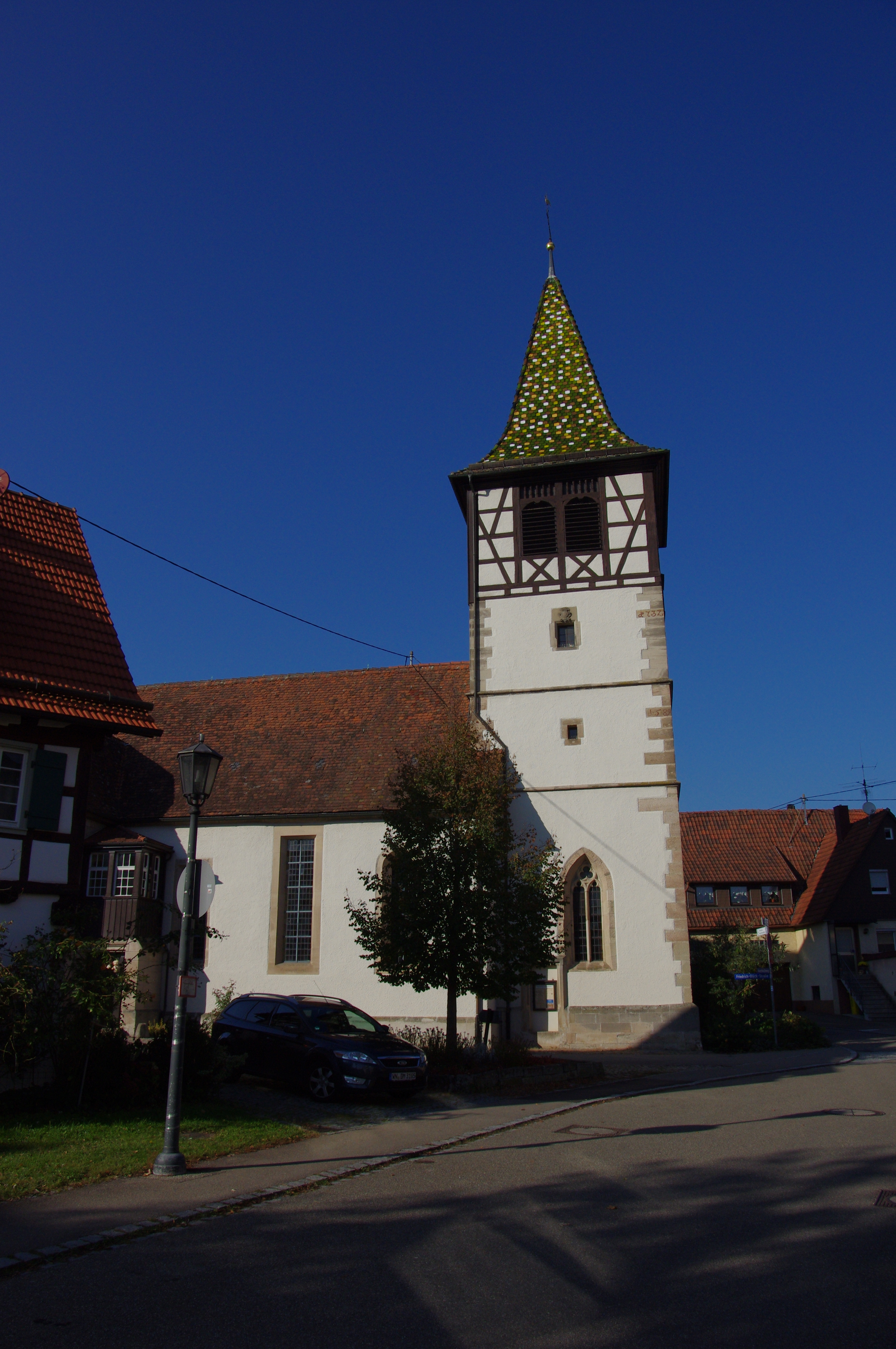
Maria-Barbara-Katharina-Kirche Schornbach

Die Kirchengemeinde Schornbach (ca. 1.600) umfasst die Stadtteile Schornbach und Buhlbronn der Stadt Schorndorf.
Kirchlich war Schornbach zunächst Filiale von Buoch. 1472 wurde von der Gemeinde eine Kapelle zu den Heiligen Maria, Katharina und Barbara gestiftet, die 1496 zur Pfarrkirche erhoben wurde. Die Kirche mit Chorturm aus der Erbauungszeit erhielt 1722 ein neues Schiff.
Das Patronatsrecht besaß wahrscheinlich schon seit dem Mittelalter das Haus Württemberg. Das Nominationsrecht lag jedoch seit Einführung der Reformation beim Domkapitel Konstanz, das jedoch laut Vertrag von 1580 immer einen württembergischen Pfarrer benennen musste. 1803 ging das Nominationsrecht auf das kurfürstliche Haus Baden über, 1806 an das königliche Haus Württemberg.

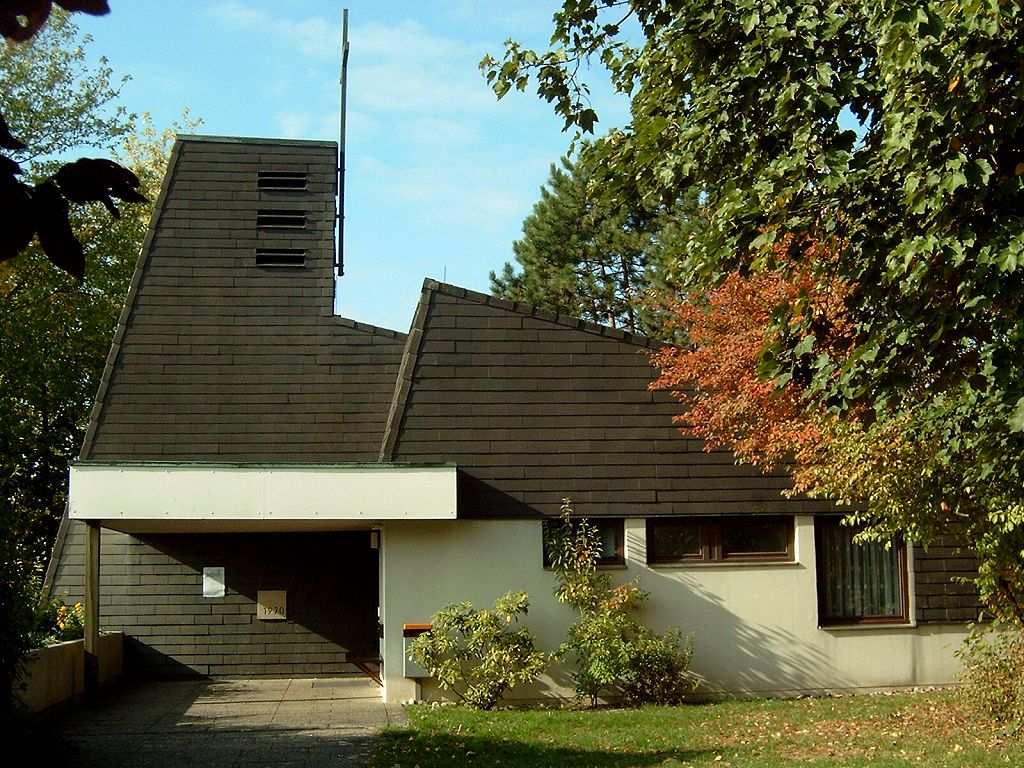
Friedenskirche in Buhlbronn

Buhlbronn gehörte kirchlich zunächst ebenfalls zu Buoch, seit dem 15. Jahrhundert zu Oppelsbohm. 1890 wurde es der Pfarrei Schornbach zugeordnet. 1971 wurde in Buhlbronn eine eigene Kirche, die Friedenskirche, erbaut.

### Gesamtkirchengemeinde Schorndorf
Die Gesamtkirchengemeinde Schorndorf umfasst die Kernstadt von Schorndorf. Sie wurde durch Bekanntmachung des Oberkirchenrats vom 17. Dezember 1965 gebildet, als die bis dahin alleinige Kirchengemeinde Schorndorf in damals zwei Kirchengemeinden, die Stadtkirchengemeinde Schorndorf und die Pauluskirchengemeinde Schorndorf aufgeteilt und diese gleichzeitig in der neu gebildeten Gesamtkirchengemeinde Schorndorf zusammengeschlossen wurden. Das Kultusministerium hatte die Gesamtkirchengemeinde Schorndorf und deren Teilkirchengemeinden mit Schreiben vom 20. August 1965 als Körperschaften des öffentlichen Rechts anerkannt. Mit Wirkung vom 5. Dezember 1971 wurde dann noch die Versöhnungskirchengemeinde Schorndorf als weitere Teilkirchengemeinde innerhalb der Gesamtkirchengemeinde Schorndorf gebildet, so dass diese seither aus drei Teilkirchengemeinden besteht.

#### Stadtkirchengemeinde Schorndorf

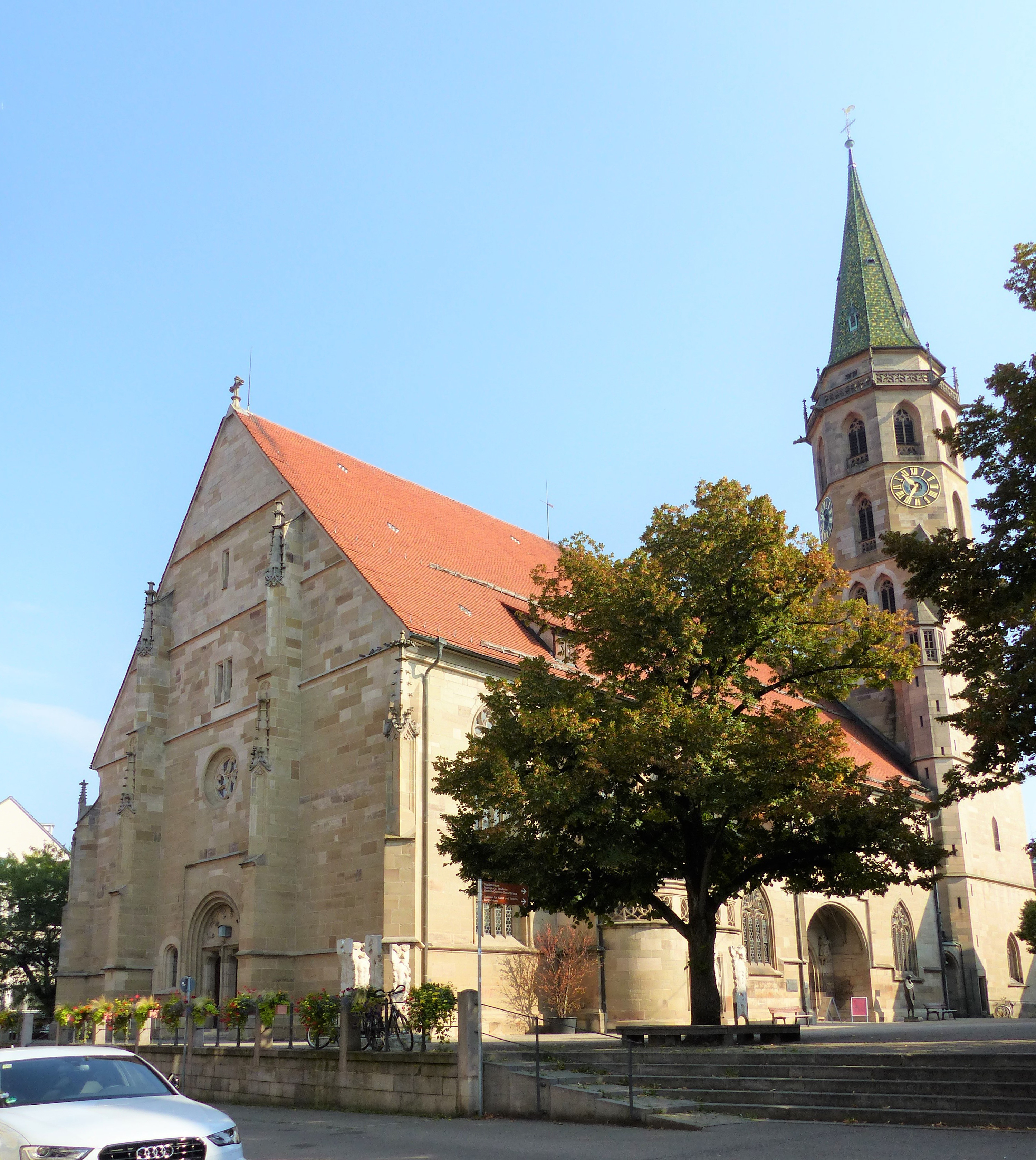
Evangelische Stadtkirche Schorndorf

Die Stadtkirchengemeinde Schorndorf (ca. 3.350) umfasst die Altstadt von Schorndorf. Kirchlich gehörte Schorndorf zunächst zu Winterbach. 1297 wurde eine Kirche St. Basilides, Cyrinus, Nabor, Nazarius und Celsus erwähnt, die wohl ab 1359 über der Winterbacher Pfarrkirche stand. Im 15. Jahrhundert wurde die Kirche neu der Heiligen Maria geweiht. Daneben gab es mehrere Kapellen. Württemberg führte die Reformation ein und machte die heute als Stadtkirche bezeichneten, 1501 eingeweihte Kirche zum Sitz eines Dekans. Neben dem Dekan bzw. Spezialsuperintendent noch der Diakon, der später als Stadtkirchenpfarrer bezeichnet wurde. Die Stadtkirche wurde nach dem Brand von 1634 durch eine dreischiffige Halle von 1658/60 neu erbaut. Der Chor der Vorgängerkirche sowie die Marienkapelle an der Nordseite des Chores blieben erhalten. Der Turm wurde 1488 begonnen, dann mehrfach umgebaut, zuletzt 1902.
Nach dem Zweiten Weltkrieg wuchs die Bevölkerungszahl der Stadt so stark an, dass neben der Stadtkirche weitere Versammlungsräume für Gottesdienst, Gemeindeleben und Kindergartenarbeit erforderlich wurden. 1965 wurde die Kirchengemeinde Schorndorf in zwei eigenständige Teilkirchengemeinden unter dem Dach der neu gebildeten Gesamtkirchengemeinde Schorndorf gebildet und so entstand neben der Pauluskirchengemeinde Schorndorf die heutige Stadtkirchengemeinde Schorndorf. 1971 kam dann noch die Versöhnungskirchengemeinde mit eigenem Gemeindezentrum ab 1974 dazu.
Im Bereich der Stadtkirchengemeinde liegt auch das Martin-Luther-Haus, das Gemeindehaus der Gesamtkirchengemeinde Schorndorf. Die Stadtkirchengemeinde Schorndorf wird heute von zwei Pfarrern und dem Dekan betreut.
Mit Wirkung vom 13. April 2007 wurden die Grenzen zwischen der Stadtkirchengemeinde Schorndorf und der Versöhnungskirchengemeinde Schorndorf neu festgelegt.

#### Pauluskirchengemeinde Schorndorf

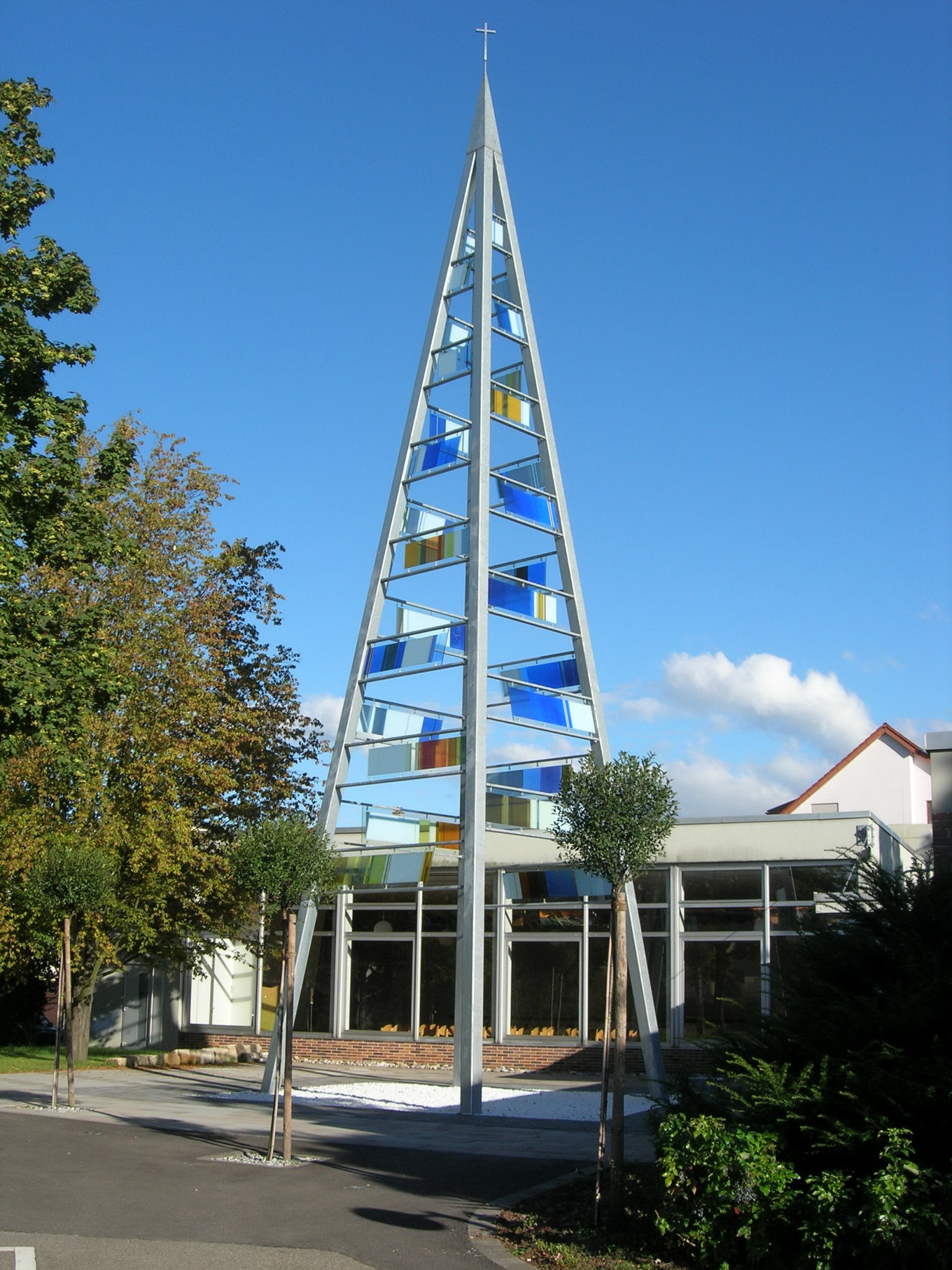
Pauluskirche in Schorndorf

Die Pauluskirchengemeinde Schorndorf (ca. 3.600) umfasst Teile der Kernstadt von Schorndorf. Die Gemeinde wurde durch Bekanntmachung des Oberkirchenrats vom 17. Dezember 1965 gebildet, als die damalige Kirchengemeinde Schorndorf in zwei Teilkirchengemeinden (Stadt- und Pauluskirchengemeinde) unter dem Dach der neu gebildeten Gesamtkirchengemeinde Schorndorf gebildet wurde. Die Pauluskirche wurde dann 1966 erbaut.

#### Versöhnungskirchengemeinde Schorndorf

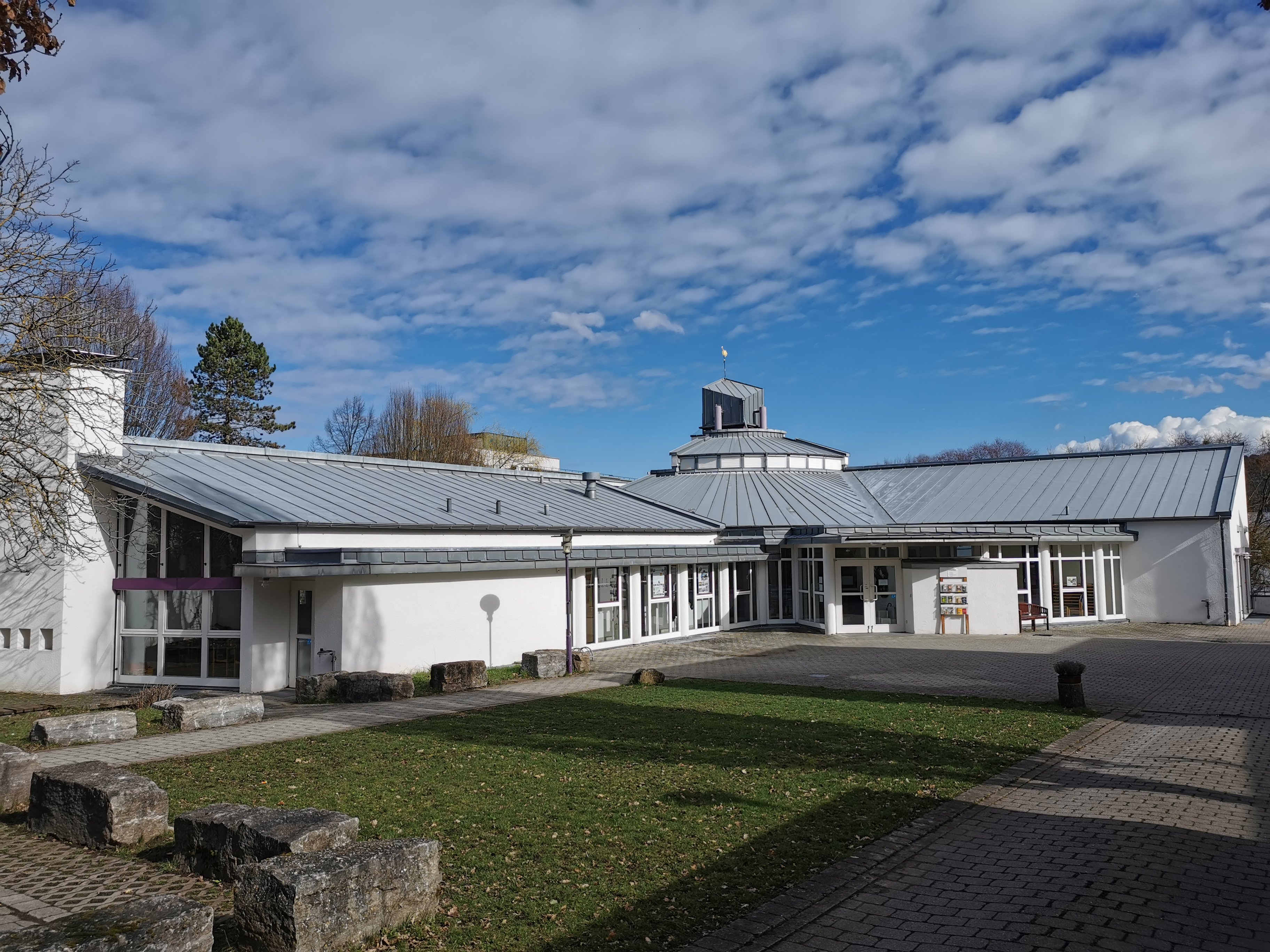
Versöhnungskirche in Schorndorf

Die Versöhnungskirchengemeinde Schorndorf (ca. 2.500) umfasst die Südstadt von Schorndorf. Die Gemeinde entstand mit Wirkung vom 5. Dezember 1971 durch Abtrennung von der Stadtkirchengemeinde Schorndorf. Das Kultusministerium hatte die Kirchengemeinde mit Schreiben vom 8. September 1971 als Körperschaft des öffentlichen Rechts anerkannt. Ein eigenes Gemeindezentrum konnte sich die Gemeinde erst 1974 bauen. Das heutige Gemeindezentrum wurde 1990 erbaut.
Mit Wirkung vom 13. April 2007 wurden die Grenzen zwischen der Versöhnungskirchengemeinde Schorndorf und der Stadtkirchengemeinde Schorndorf neu festgelegt. Zuvor gehörten Teile der Kernstadt zum Bezirk der Versöhnungskirche und die Versöhnungskirche war mit 2 Pfarrstellen versehen.

### Kirchengemeinde Steinenberg
Die Kirchengemeinde Steinenberg (ca. 1.650) umfasst die Ortsteile Asperglen (ohne Necklinsberg, das zur Kirchengemeinde Oppelsbohm, Kirchenbezirk Waiblingen, gehört) und Steinenberg sowie den Weiler Michelau des Ortsteils Schlechtbach der Gemeinde Rudersberg und den Weiler Obersteinenberg der Stadt Welzheim. Ursprünglich gehörte auch der Stadtteil Miedelsbach mit den zugehörigen Weilern Metzlinsweiler Hof und Metzlinsweiler Mühle der Stadt Schorndorf zur Kirchengemeinde Steinenberg, bevor dort mit Wirkung vom 12. November 1989 eine eigene Kirchengemeinde gebildet wurde.
Steinenberg war schon früh Sitz einer Pfarrei, zu der das gesamte Umland gehörte. 1234 wurde die Kirche dem Kloster Adelberg inkorporiert. Die 1524 als St.-Petrus-Kirche bekannte Kirche steht auf einer ummauerten Anhöhe. Sie wurde 1707/08 umgebaut.
Bis 1931 gehörte auch Oberschlechtbach zur Kirchengemeinde Steinenberg. Durch Bekanntmachung des Oberkirchenrats vom 22. Januar 1931 wurde dieser Ort der Kirchengemeinde Rudersberg (damals Kirchenbezirk Welzheim) zugeordnet. 1967 wurde Oberschlechtbach zusammen mit den bis dahin noch zur Kirchengemeinde Steinenberg gehörigen Weilern Mittelschlechtbach und Kirschenwasenhof Teil der neu gebildeten Kirchengemeinde Schlechtbach. Ferner gehörten bis 1991 auch die Evangelischen aus Welzheim-Eselshalden und Steinbruck zur Kirchengemeinde Steinenberg. Mit Wirkung vom 15. Oktober 1991 wurde diese der Kirchengemeinde Welzheim zugeordnet.

### Kirchengemeinde Urbach

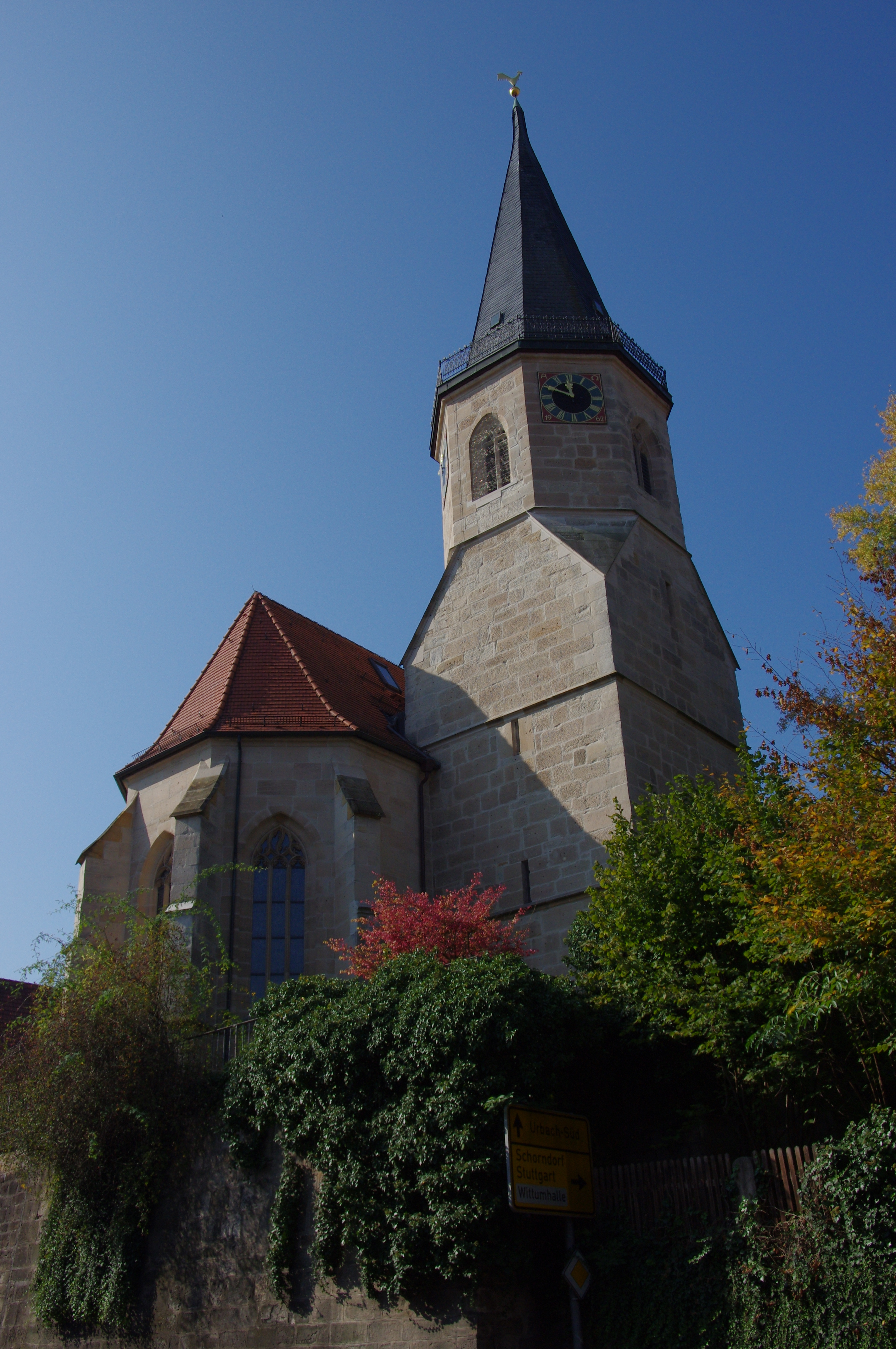
St.-Afra-Kirche in Urbach

Die Kirchengemeinde Urbach (ca. 4.200) umfasst die Gemeinde Urbach. Politisch bestand die Gemeinde ursprünglich aus den Gemeinden Oberurbach und Unterurbach, die heute baulich zusammengewachsen sind. Kirchlich gehörten beide Orte stets zusammen, da es in Unterurbach keine Kirche gab. Die Kirchengemeinde wurde daher bis 1969 auch nach Oberurbach bezeichnet und wurde erst mit Wirkung vom 1. Januar 1970 in Kirchengemeinde Urbach umbenannt. In Oberurbach wurde 1234 erstmals eine Kirche und 1235 ein Pfarrer erwähnt. Das Patronat des 1385 als St.-Afra-Kirche bekannten Gotteshauses hatte das Kloster Elchingen, dessen Rechte 1536 an Württemberg vertauscht wurden. Die heutige Afrakirche ist eine spätgotische Chorseitenturmanlage aus den Jahren 1509/12, die später mehrfach verändert wurde. Infolge der Größe der Kirchengemeinde wurde 1969 eine zweite Kirche, die Friedenskirche, erbaut.
Bis 1991 bildete die Kirchengemeinde Urbach mit der Filialkirchengemeinde Walkersbach die Gesamtkirchengemeinde Urbach-Walkersbach. Mit Wirkung vom 15. Oktober 1991 wurde die Gesamtkirchengemeinde Urbach-Walkersbach aufgelöst.

### Kirchengemeinde Walkersbach

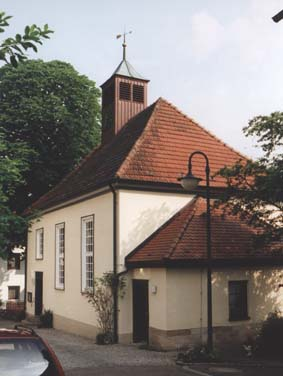
Petruskirche in Walkersbach

Die Kirchengemeinde (ca. 160) umfasst die Wohnplätze Walkersbach, Haldenhof, Haselhof und Schenkhöfle der Gemeinde Plüderhausen, wobei die drei Höfe erst durch Bekanntmachung des Oberkirchenrats vom 6. Juli 1954 von der Kirchengemeinde Welzheim hierher umgegliedert wurden, sowie die Pfahlbronner Mühle, welche durch Bekanntmachung des Oberkirchenrats vom 14. Januar 1930 von der Kirchengemeinde Alfdorf hierher umgegliedert wurde.
Bereits 1523 bestand in Walkersbach eine Filialkapelle von Oberurbach. Die heutige Kirche wurde 1669 und 1826 neu erbaut. Sie war stets Filiale von Urbach. Bis 1991 bildete Walkersbach eine Filialkirchengemeinde, die mit der Kirchengemeinde Urbach die Gesamtkirchengemeinde Urbach-Walkersbach bildete. Mit Wirkung vom 15. Oktober 1991 wurde die Gesamtkirchengemeinde Urbach-Walkersbach aufgelöst. Seither wird die Kirchengemeinde Walkersbach vom Pfarramt Plüderhausen betreut.

### Kirchengemeinde Weiler an der Rems

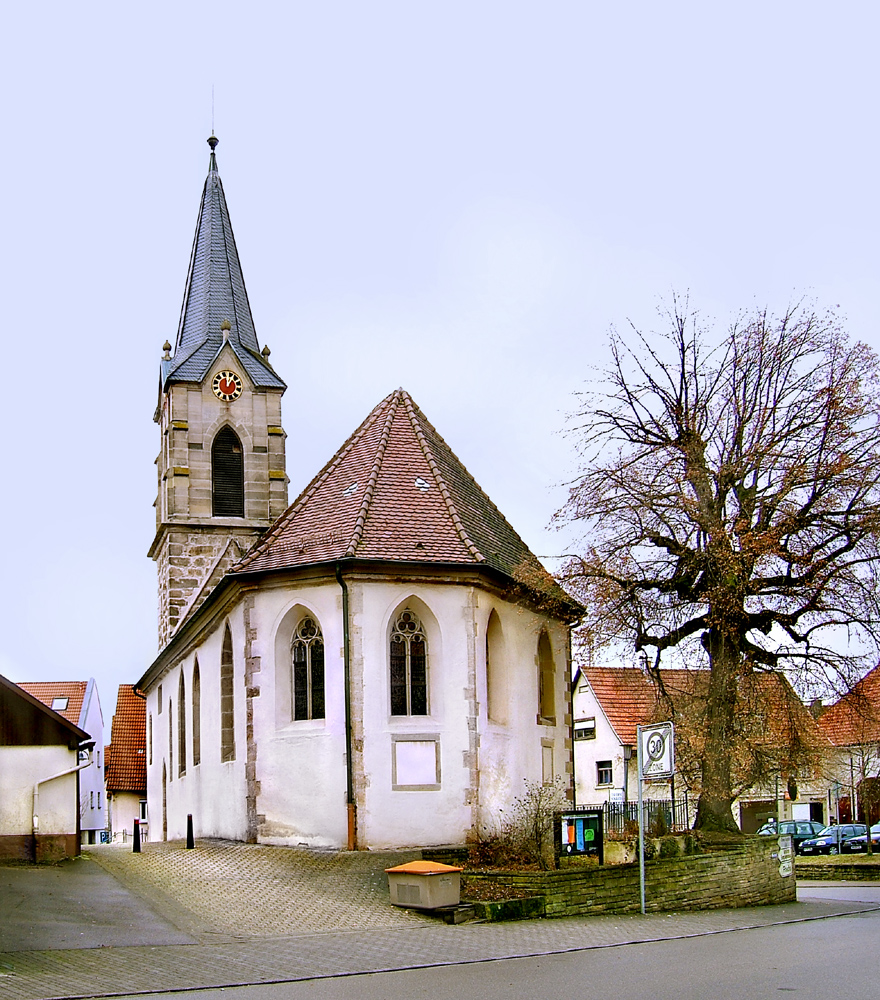
Heilig-Kreuz-Kirche in Weiler – Blick auf den Chor

Die Kirchengemeinde Weiler an der Rems (ca. 1.900) umfasst den Stadtteil Weiler der Stadt Schorndorf. Kirchlich war Weiler an der Rems lange Zeit eine Filiale von Winterbach bzw. ab 1359 von Schorndorf, bevor dort eine Frühmesse gestiftet wurde. 1852 wurde Weiler an der Rems eigene Pfarrei. Die Kirche Heilig Kreuz mit romanischen Teilen wurde 1492 und 1742 umgebaut. 1879 wurde der Westturm erhöht. 1960 bis 1962 wurde die Kirche renoviert.

### Kirchengemeinde Welzheimer Wald
Seit dem 1. Januar 2025 sind die ehemalig selbständigen Kirchengemeinden Alfdorf, Kaisersbach, Rienharz und Welzheim zur Evangelischen Kirchengemeinde Welzheimer Wald fusioniert.

#### Alfdorf

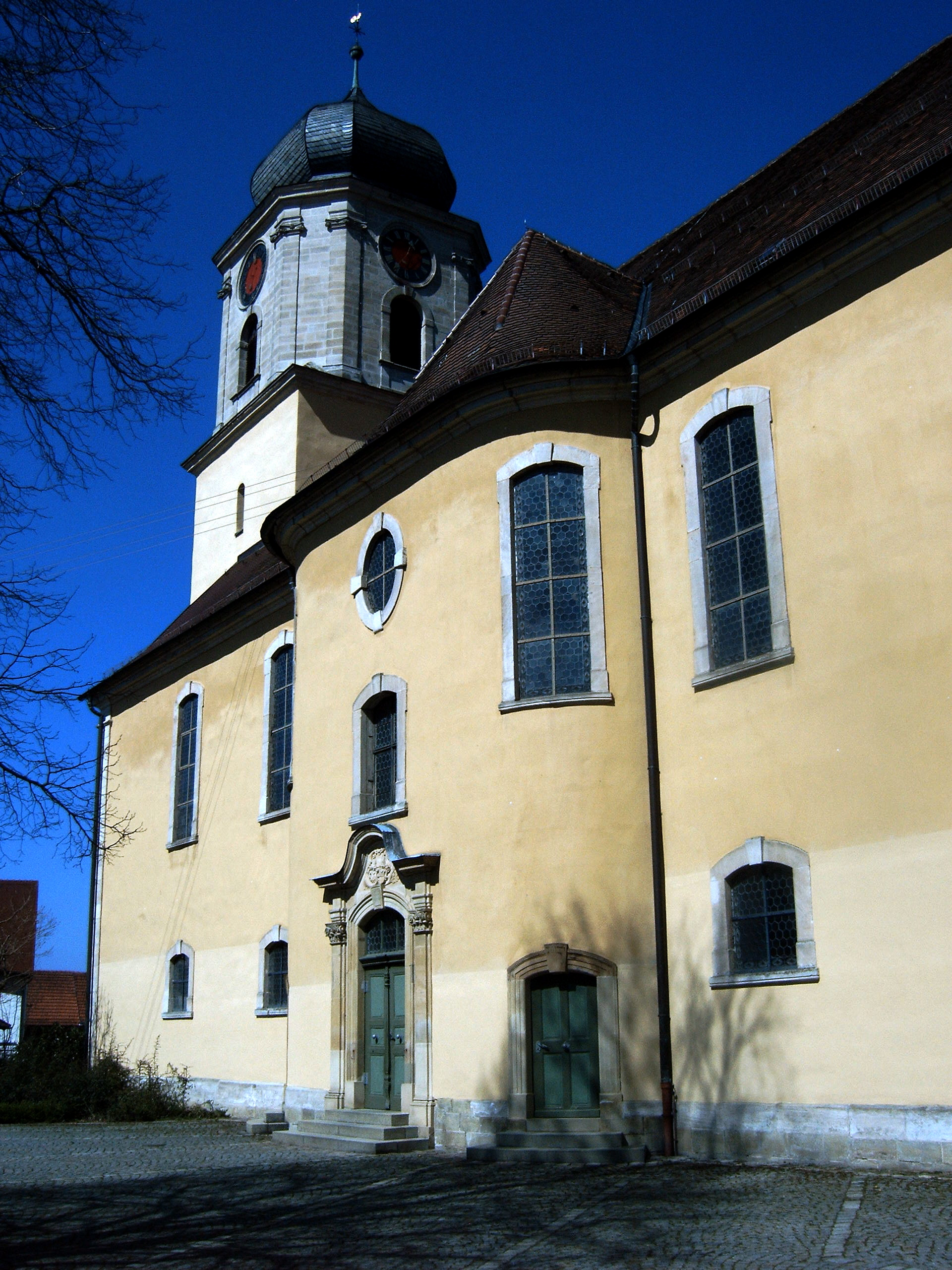
Stephanuskirche Alfdorf

Alfdorf gehörte kirchlich zunächst zu Lorch. 1297 wurde eine Kapelle in Alfdorf dem Kloster Lorch inkorporiert. Vermutlich handelt es sich dabei um die 1420 erwähnte Kirche Alfdorfs, die ab 1485 St.-Stephanskirche genannt wurde. Bis zur Reformation war sie von der Pfarrei Lorch abhängig und wurde dann von einem Vikar betreut. Die Ortsherren machten die von Württemberg zunächst eingeführte Reformation wieder rückgängig. Erst 1614 konnte sich die Reformation durchsetzen. Württemberg übertrag das Patronatsrecht 1640 an die Herren vom Holtz. Die heutige Kirche in Alfdorf wurde erst 1776 erbaut. Sie trägt heute den Namen Stephanuskirche. 1957 wurde sie renoviert. Das Marmorkruzifix der Kirche stammt aus dem Jahr 1688. Das Gemeindehaus in Alfdorf ist ebenfalls nach dem Heiligen Stephanus benannt.
Pfahlbronn gehörte kirchlich zunächst zu Lorch und kam 1826 zur Pfarrei Alfdorf. In Pfahlbronn wurde im 20. Jahrhundert eine eigene Filialkirchengemeinde von Alfdorf errichtet und 1968/69 auch eine eigene Kirche erbaut. Durch Bekanntmachung des Oberkirchenrats vom 13. April 1967 wurden der Filialkirchengemeinde Pfahlbronn auch die Wohnplätze Brech, Brend, Höldis und Leinecksmühle zugeordnet, die bis dahin zur Kirchengemeinde Alfdorf gehörten. Mit Wirkung vom 4. Dezember 1977 wurde die Filialkirchengemeinde Pfahlbronn aufgelöst und die Gemeindeglieder der Kirchengemeinde Alfdorf angeschlossen. Die Kirche in Pfahlbronn erhielt 2003 den Namen Friedenskirche.
In Vordersteinenberg gibt es keine Kirche. Einige zu Vordersteinenberg gehörigen Weiler bilden jedoch die selbständige Kirchengemeinde Hellershof, die zur Gesamtkirchengemeinde Welzheim gehört.
Die Kirchengemeinde Alfdorf ist Träger des Kindergartens Arche Noah.
Bis zur Auflösung des Kirchenbezirks Welzheim am 1. Januar 1978 gehörten die Kirchengemeinde Alfdorf und die bis 4. Dezember 1977 bestehende Filialkirchengemeinde Pfahlbronn zu diesem Kirchenbezirk.
Bis 1979 gehörten auch die evangelischen Bewohner von Pfersbach (Gemeinde Mutlangen, Ostalbkreis) zur Kirchengemeinde Alfdorf. Mit Wirkung vom 1. Januar 1980 wurden diese jedoch in den Kirchenbezirk Schwäbisch Gmünd umgegliedert und der Kirchengemeinde Lindach zugeordnet.

#### Kaisersbach

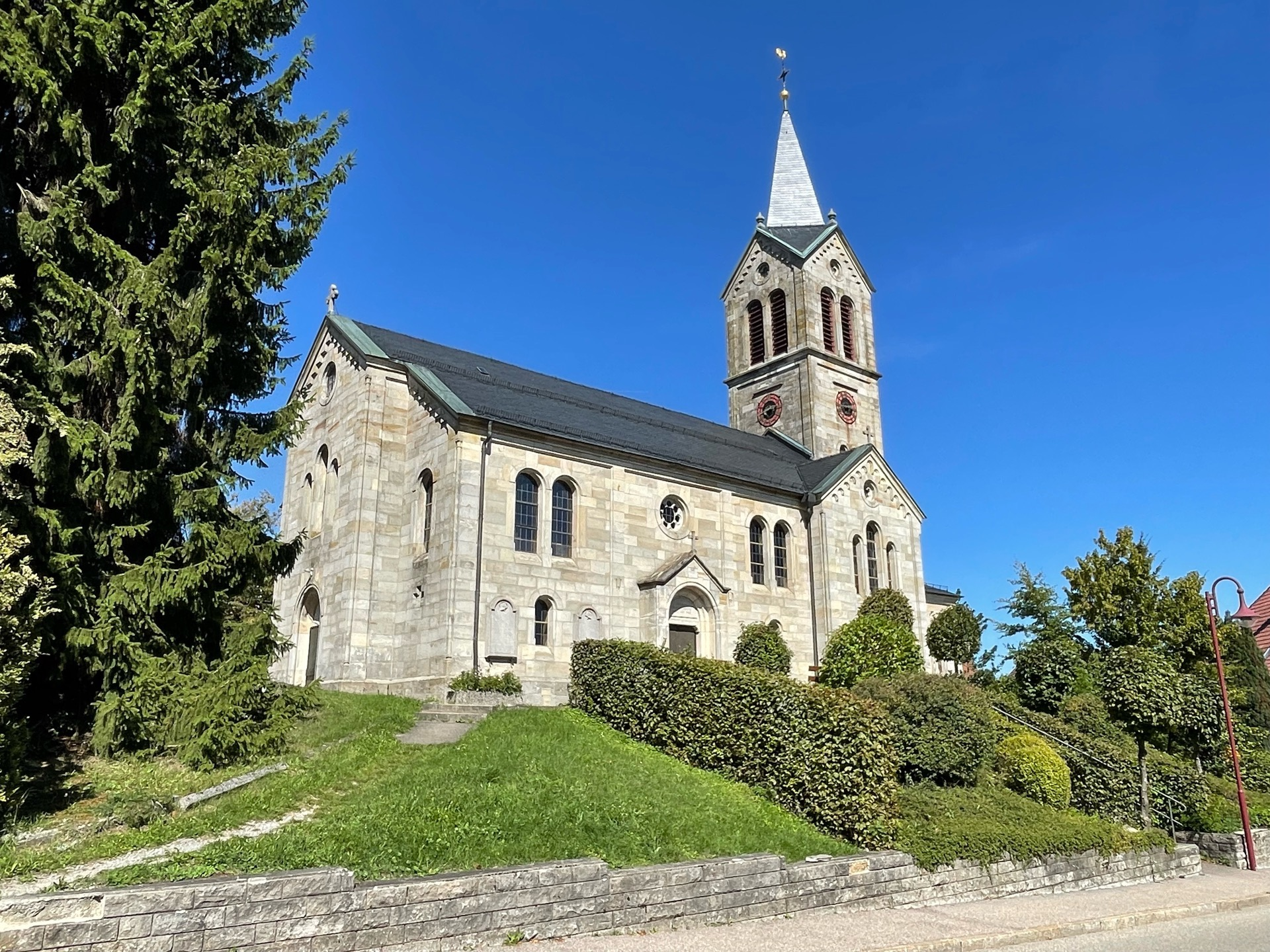
Evangelische Kirche Kaisersbach

Kaisersbach gehörte kirchlich zunächst ganz zu Welzheim. Eine Kapelle in Kaisersbach ist wohl abgegangen. 1855 wurde für Kaisersbach und einige Weiler eine Pfarrverweserei, 1865 eine eigene Pfarrei errichtet. 1867 bis 1869 wurde eine eigene Kirche erbaut, die 1967 erneuert wurde.
Durch Bekanntmachung des Konsistoriums vom 28. März 1911 wurden die Weiler Heppichgehren und Kaltenbronnhof von der Kirchengemeinde Welzheim in die Kirchengemeinde Kaisersbach umgegliedert. 1967 bzw. 1976 wurden die bis dahin zur Kirchengemeinde Kirchenkirnberg (Kirchenbezirk Backnang) gehörigen Weiler Mönchhof und Brandhöfle ebenfalls der Kirchengemeinde Kaisersbach zugeordnet. Der Gemeindebezirk Hägerhof gehörte bis 2002 zur Kirchengemeinde Rudersberg, wurde dann aber mit Verfügung des Oberkirchenrats vom 9. Juli 2002 der Kirchengemeinde Kaisersbach angegliedert.
Bis zur Auflösung des Kirchenbezirks Welzheim am 1. Januar 1978 gehörte die Kirchengemeinde Kaisersbach zu diesem Kirchenbezirk.

#### Rienharz

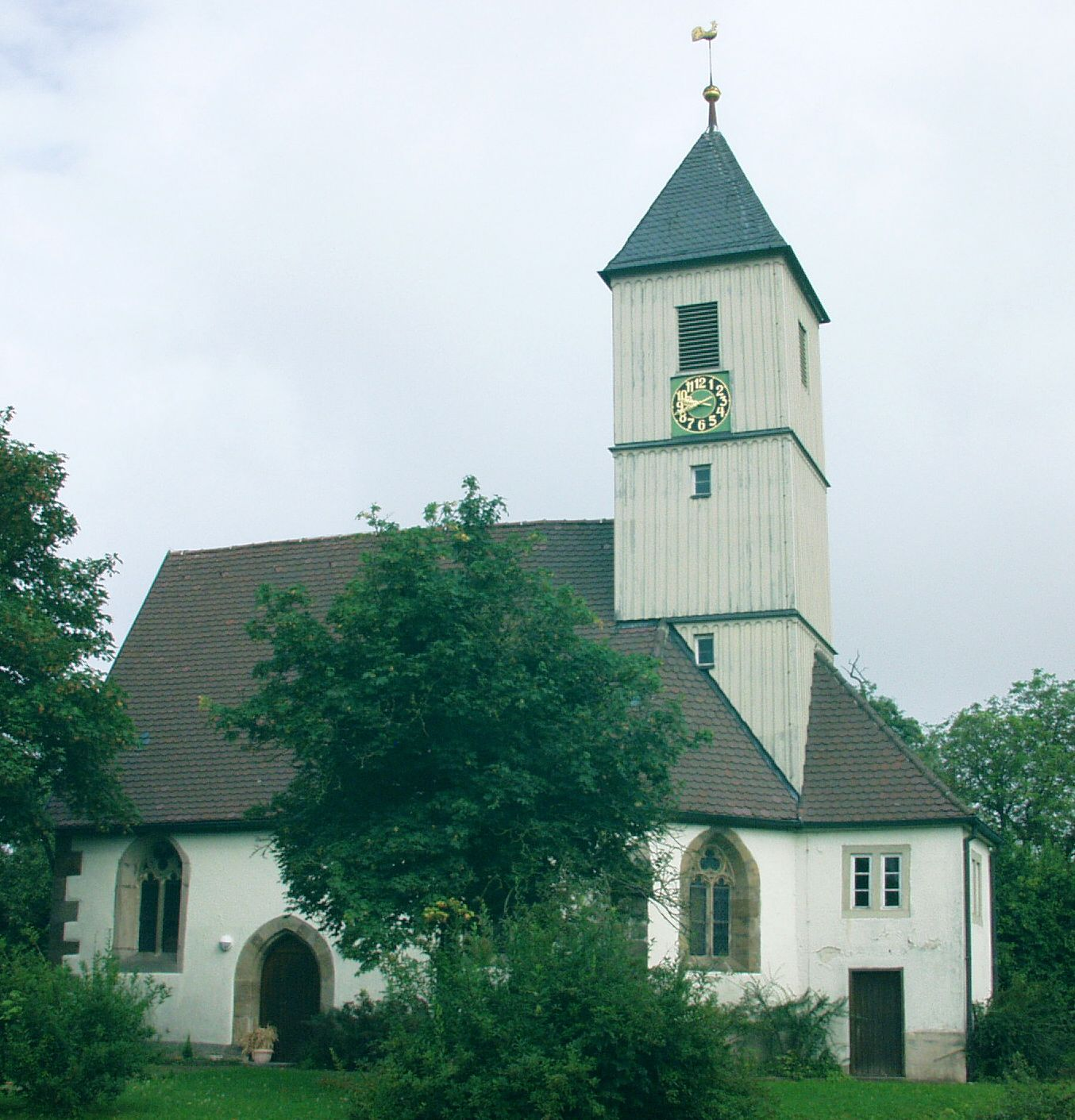
St. Barbara-Kirche Rienharz

Rienharz gehörte kirchlich zunächst zu Lorch, ab 1815 zu Welzheim. 1476 wurde wohl eine wohl früher bestehende Holzkapelle durch einen Steinbau ersetzt und 1478 der Heiligen Barbara geweiht. Die um 1500 gegossene Glocke mit 46 cm Durchmesser und 33 cm Höhe wird dem in Niederschwaben tätigen Glockengießer Jost zugeschrieben. Im Laufe der Jahre wurde die Kirche St. Barbara mehrfach umgebaut und renoviert. 1896 wurde der Turm erhöht.
Bis zu seiner Auflösung am 1. Januar 1978 gehörte die Kirchengemeinde Rienharz zum Kirchenbezirk Welzheim.

#### Welzheim

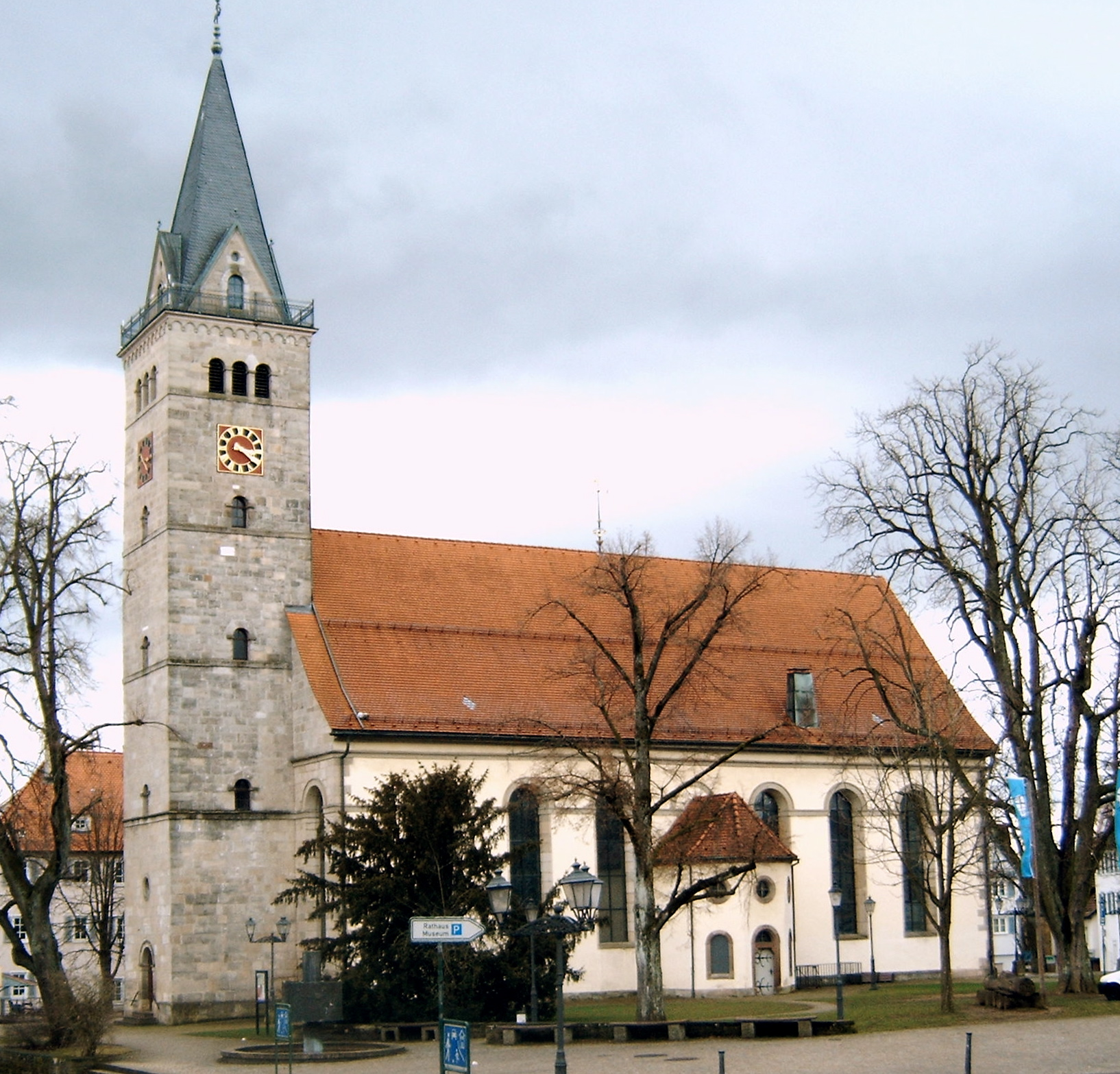
St. Gallus-Kirche Welzheim

In Welzheim wurde bereits 1181 eine Kirche erwähnt. 1243 wird sie St.-Gallus-Kirche genannt. Sie kam durch Tausch an das Kloster Lorch, dem sie 1259 inkorporiert wurde. Durch die Reformation fiel sie an Württemberg. Die heutige Galluskirche wurde nach dem Brand von 1726 wieder aufgebaut und 1815/17 umgestaltet. Das Gemeindehaus aus den Jahren 1970/72 trägt den Namen Dietrich-Bonhoeffer-Haus.
Bis zu seiner Auflösung am 1. Januar 1978 gehörte die Kirchengemeinde Welzheim zum Kirchenbezirk Welzheim. Die Evangelischen aus Welzheim-Eselshalden und Steinbruck gehörte bis 1991 noch zur Kirchengemeinde Steinenberg. Mit Wirkung vom 15. Oktober 1991 wurde diese hierher umgegliedert. Bis 1993 gehörte auch der Wohnplatz Killenhof der Gemeinde Kaisersbach zur Kirchengemeinde Welzheim. Mit Wirkung vom 1. Januar 1994 wurde dieser der Kirchengemeinde Hellershof zugeordnet.
Bis 1911 gehörte auch die zur Gemeinde Kaisersbach gehörigen Weiler Heppichgehren und Kaltenbronnhof zur Kirchengemeinde Welzheim. Durch Bekanntmachung des Konsistoriums vom 28. März 1911 wurden diese in die Kirchengemeinde Kaisersbach umgegliedert. Bis 1954 gehörten ferner die Wohnplätze Haldenhof, Haselhof und Schenkhöfle zur Kirchengemeinde Welzheim. Durch Bekanntmachung des Oberkirchenrats vom 6. Juli 1954 wurden diese in die Kirchengemeinde Walkersbach umgegliedert.

### Kirchengemeinde Winterbach

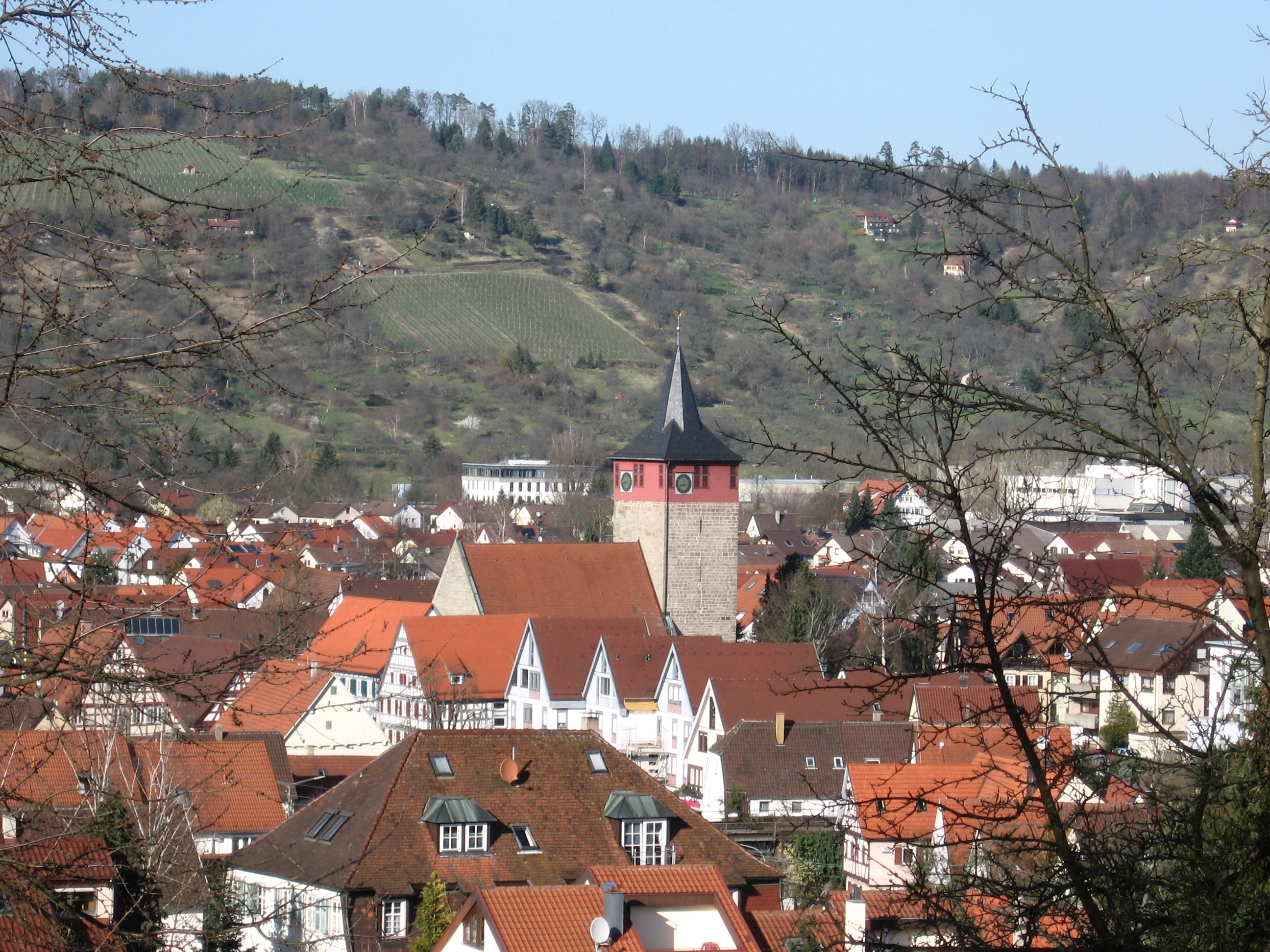
Ortskern mit der Michaelskirche Winterbach

Die Kirchengemeinde Winterbach (ca. 3.850) umfasst die Gemeinde Winterbach. Winterbach war schon früh Mittelpunkt einer umfangreichen Pfarrei. Die Kirche wurde 1238 erstmals genannt. 1250 wurde Schorndorf als eigene Pfarrei abgetrennt. Die heutige Kirche in Winterbach liegt in erhöhter Lage über dem Dorfplatz. 1538 wurde sie St.-Michaelskirche genannt. Die frühgotische Chorturmanlage von 1309 hat noch Fresken der Erbauungszeit im Turmchor.

## Archivquellen
- Bestand: Visitationsberichte.   Landeskirchliches Archiv Stuttgart. 1581–1822.   Signatur: A 1.
- Bestand: Kirchenvisitationsakten.   Hauptstaatsarchiv Stuttgart. ca. 1601–1840.   Signatur: A 281.
- Bestand: Ortsakten [mit Digitalisaten der Pfarrbeschreibungen und Pfarrberichte (darin u. a.: Chronik, Filialverhältnisse)].   Landeskirchliches Archiv Stuttgart. ca. 1550–1923.   Signatur: A 29.
- Bestand: Ortsakten [mit Digitalisaten der Pfarrberichte (darin u. a.: Filialverhältnisse)].   Landeskirchliches Archiv Stuttgart. ca. 1924–1966.   Signatur: A 129.
- Bestand: Ortsakten [mit Visitationsberichten].   Landeskirchliches Archiv Stuttgart. ca. 1967–1989.   Signatur: A 229.
- Archivgut: Dekanatsarchive.   Landeskirchliches Archiv Stuttgart.   Signatur: F-Bestände.
- Archivgut: Pfarrarchive.   Landeskirchliches Archiv Stuttgart.   Signatur: G-Bestände.